# Campionato mondiale di Formula 1 1985
Il campionato mondiale di Formula 1 1985 organizzato dalla FIA è stato, nella storia della categoria, il 36° ad assegnare il campionato piloti e il 28° ad assegnare il campionato costruttori. È iniziato il 7 aprile ed è terminato il 3 novembre, dopo 16 gare. I titoli mondiali sono andati per la prima volta al francese Alain Prost e per la terza volta alla McLaren.

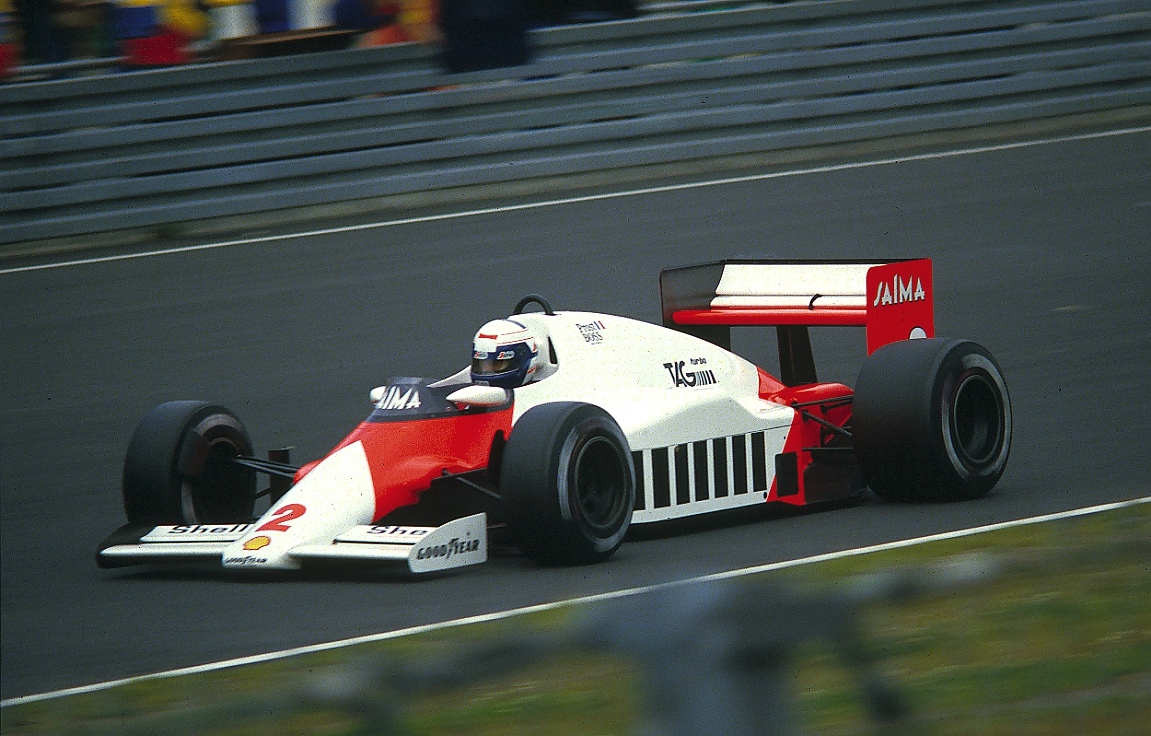
Alain Prost si aggiudica il primo dei suoi quattro titoli, primo francese a riuscire nell'impresa

## La pre-stagione

### Calendario
Nel luglio del 1984 FISA annunciò, quale novità per il calendario del 1985, l'inserimento di un gran premio da corrersi a Roma, solo però quale prova di riserva del Gran Premio d'Europa. Il calendario sarebbe stato confermato solo a ottobre, ma la prima bozza prevedeva l'esordio il 3 febbraio in Brasile, e proseguiva con la gara di Dallas, che veniva confermata; la stagione si sarebbe dovuta concludere il 5 ottobre in Sudafrica.
In seguito Federazione fece circolare anche una nuova bozza di calendario per il 1985. La stagione sarebbe iniziata il 23 marzo, con una gara a Dallas, e si sarebbe conclusa il 26 ottobre in Sudafrica. La novità era una gara a New York, il 22 settembre, e il ritorno del Gran Premio di Germania al Nürburgring.
All'indomani del Gran Premio d'Europa 1984, in una riunione a Parigi, la FISA pubblicò un'ennesima bozza del calendario per il 1985. Veniva confermata la partenza da Dallas, il 24 marzo, e la chiusura 26 ottobre in Sudafrica. La grossa novità era l'esclusione del Gran Premio di Monaco. Il problema riguardava il contratto televisivo concluso dagli organizzatori della gara monegasca con il network statunitense ABC, che escludeva dagli introiti la FISA e la FOCA. Veniva prevista anche una gara a Roma, solo però come riserva nel caso una delle gare ammesse al calendario non fosse stata confermata.
Il 2 novembre venne cancellato il gran premio di Dallas, che avrebbe dovuto accogliere la prima gara della stagione, il 24 marzo. Ciò aumentò le possibilità che il calendario potesse ospitare una terza gara in Italia, quella di Roma. La gara in Texas venne cancellata in quanto gli organizzatori ne chiedevano il riposizionamento a giugno, per evitare le piogge della primavera. Contemporaneamente venne siglato l'accordo tra la FISA e gli organizzatori del Gran Premio del Monaco, per la sua disputa il 19 maggio. La Federazione aveva recuperato la titolarità dei diritti televisivi della gara. La situazione rimase però in bilico. A fine novembre Michel Boeri, presidente dell'Automobile Club monegasco, decise di rivolgersi al tribunale civile di Parigi, al fine di far valere un accordo stipulato nel gennaio del 1984 con Bernie Ecclestone, che stabiliva la tenuta della gara, dietro il pagamento di 100.000 dollari. A questo ricorso reagì Jean-Marie Balestre, presidente della FISA ribandendo come le autorità sportive dovessero attenersi alle decisioni degli organismi sportivi, senza ricorrere alla giustizia ordinaria. Il 19 febbraio 1985, proprio in seguito dell'azione legale intentata dall'Automobile Club di Monaco, la FISA lo espulse dalla sua organizzazione. In realtà tale misura non metteva in dubbio il gran premio, visto che sembrava certa la decisione degli organizzatori di acconsentire alle richieste della Federazione. Il 1º marzo, quando la FISA presentò il campionato mondiale alla stampa, venne confermata la tenuta della gara monegasca, per il 19 maggio.
Il 2 giugno gli organizzatori del gran premio di New York tentarono di confermare la gara nel calendario iridato, per il 6 ottobre, annunciando un accordo con l'amministrazione comunale della città. Pochi giorni dopo la FOCA annunciò, invece, che il 22 settembre si sarebbe tenuto, al posto della gara a New York, il Gran Premio d'Europa, da tenersi presso il Circuito di Brands Hatch, eliminando così, definitivamente, la possibilità di correre a Roma. In una riunione della FISA tenuta a Montréal, nei giorni precedenti alla gara, venne deciso di riportare il Gran Premio del Belgio al 15 settembre. La gara, prevista per il 2 giugno, era stata annullata dopo le qualifiche, per il pessimo stato dell'asfalto.
| Gara | Nome ufficiale del gran premio               | Circuito                      | Sede                      | Data         | Ora    | Ora   | Ora   | Diretta TV                 |
| Gara | Nome ufficiale del gran premio               | Circuito                      | Sede                      | Data         | Locale | UTC   | ITA   | Diretta TV                 |
| ---- | -------------------------------------------- | ----------------------------- | ------------------------- | ------------ | ------ | ----- | ----- | -------------------------- |
| 1    | Grande Prêmio do Brasil                      | Circuito di Jacarepaguá       | Rio de Janeiro            | 7 aprile     | 13:00  | 16:00 | 17:00 | Rai 2                      |
| 2    | Grande Prémio de Portugal                    | Circuito di Estoril           | Cascais                   | 21 aprile    | 14:30  | 14:30 | 15:30 | Rai 2                      |
| 3    | Gran Premio di San Marino                    | Autodromo Dino Ferrari        | Imola                     | 5 maggio     | 14:30  | 13:30 | 14:30 | Rai 2                      |
| 4    | Grand Prix de Monaco                         | Circuito di Monte Carlo       | Monaco                    | 19 maggio    | 15:30  | 14:30 | 15:30 | Rai 2 / Telemontecarlo     |
| 5    | Grand Prix Labatt du Canada                  | Circuit Gilles Villeneuve     | Montréal                  | 16 giugno    | 13:00  | 18:00 | 19:00 | Rai 2 / Telemontecarlo     |
| 6    | United States Grand Prix                     | Circuito di Detroit           | Detroit                   | 23 giugno    | 14:15  | 19:15 | 20:15 | Rai 2 / Telemontecarlo     |
| 7    | Grand Prix de France                         | Circuito Paul Ricard          | Le Castellet              | 7 luglio     | 13:15  | 12:15 | 13:15 | Rai 2 / Telemontecarlo     |
| 8    | Marlboro British Grand Prix                  | Circuito di Silverstone       | Silverstone               | 21 luglio    | 14:15  | 14:15 | 15:15 | Rai 2 / Telemontecarlo     |
| 9    | AvD Großer Preis von Deutschland             | Nürburgring                   | Nürburg                   | 4 agosto     | 14:30  | 13:30 | 14:30 | Rai 2 / Telemontecarlo     |
| 10   | Großer Preis von Österreich                  | Österreichring                | Spielberg bei Knittelfeld | 18 agosto    | 14:30  | 13:30 | 14:30 | Rai 2 / Telemontecarlo     |
| 11   | Grote Prijs van Nederland                    | Zandvoort Park                | Zandvoort                 | 25 agosto    | 15:00  | 14:00 | 15:00 | Rai 2 / Telemontecarlo     |
| 12   | Gran Premio d'Italia                         | Autodromo nazionale di Monza  | Monza                     | 8 settembre  | 15:00  | 14:00 | 15:00 | Rai 2 / Telemontecarlo     |
| 13   | Grand Prix de Belgique                       | Circuito di Spa-Francorchamps | Francorchamps             | 15 settembre | 14:30  | 13:30 | 14:30 | Rai 2 / Telemontecarlo     |
| 14   | Shell Oils Grand Prix of Europe              | Circuito di Brands Hatch      | Brands Hatch              | 6 ottobre    | 14:15  | 14:15 | 15:15 | Rai 2                      |
| 15   | Southern Sun Hotels South African Grand Prix | Circuito di Kyalami           | Midrand                   | 19 ottobre   | 14:30  | 12:30 | 13:30 | Telemontecarlo             |
| 16   | Mitsubishi Australian Grand Prix             | Circuito di Adelaide          | Adelaide                  | 3 novembre   | 14:30  | 04:00 | 05:00 | Rai 2 / Telemontecarlo (*) |

(*) - Il gran premio d'Australia è stato trasmesso solo in differita.

### Accordi e fornitori
Il 24 settembre 1984 la Michelin, che riforniva le gomme a McLaren, Renault, Brabham, Toleman e Ligier, annunciò la sua decisione di abbandonare il campionato di F1 al termine della stagione. La Brabham, già in alcuni test preliminari al Nürburgring, aveva utilizzato delle gomme della Pirelli, con cui la scuderia britannica firmò poi un accordo triennale.
La Minardi si affidò, quale fornitrice di propulsori, alla Ford Cosworth, che così trovava una seconda scuderia, dopo la Tyrrell. Dal Gran Premio di San Marino la Minardi abbandonò la fornitura di motori della Ford Cosworth per montare i propulsori della Motori Moderni. Questa azienda era stata creata da Piero Mancini, socio di Giancarlo Minardi, oltre che titolare del team Arno di Formula 3. La Minardi non era riuscita a trovare un accordo con l'Alfa Romeo per la fornitura dei motori, e ciò spinse Mancini a fondare la Motori Moderni, proprio allo scopo di fabbricare i propulsori per la nuova scuderia. A questo scopo Mancini coinvolse il celebre ingegnere e progettista Carlo Chiti, che aveva da poco dato le dimissioni proprio dall'Alfa Romeo e dalla sua emanazione sportiva Autodelta. La presenza della Ford Cosworth si ridusse ancora col Gran Premio di Francia quando anche la Tyrrell presentò un motore turbo, fornito dalla Renault, montato su una delle due monoposto iscritte. Di fatto l'unica vettura ancora senza motore turbo rimaneva l'altra Tyrrell. A partire dal Gran Premio d'Olanda anche la Tyrrell abbandonò definitivamente i motori Ford Cosworth, montando su entrambe le vetture il motore turbo Renault.
La Brabham trovò un nuovo sponsor principale, l'Olivetti, che rimpiazzava la Parmalat. Anche la Williams godeva di un nuovo title sponsor, la giapponese Canon.

## Scuderie e piloti

### Scuderie

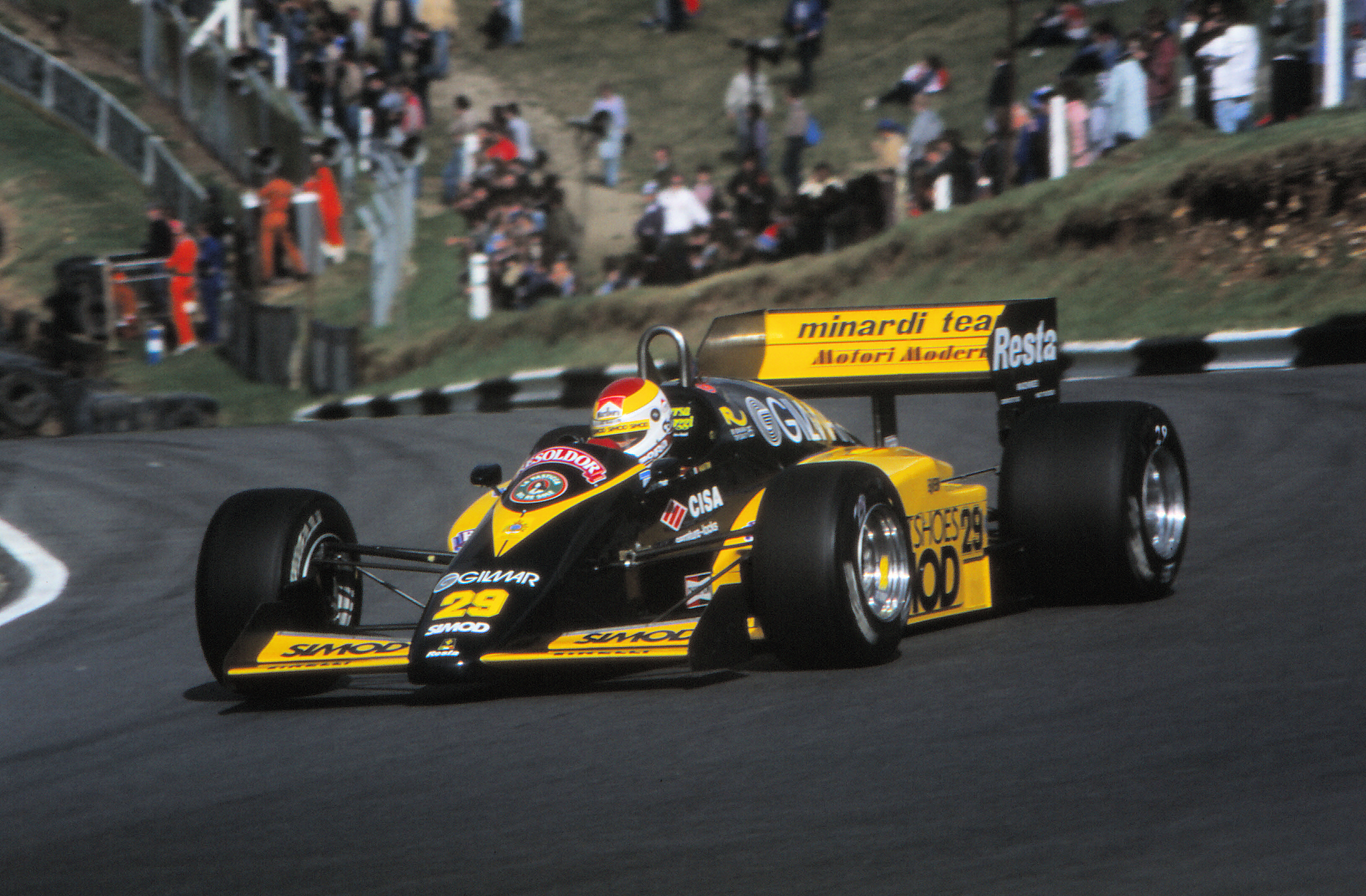
La Minardi fece il suo esordio nel Campionato mondiale di Formula 1 nel 1985

Nel Gran Premio del Brasile fece il suo esordio il costruttore italiano Minardi. La scuderia, con sede a Faenza, era stata fondata nel 1979 da Giancarlo Minardi, che aveva già esperienza con la Scuderia del Passatore. La scuderia, ridenominata Team Everest, aveva partecipato anche a delle gare di Formula 1, non valide per il campionato mondiale, nel 1976, utilizzando una vettura Ferrari. Minardi portò, nel 1980, la sua nuova scuderia, nel Campionato europeo di Formula 2, per poi passare alla massima formula. Rientro in campionato, dopo la squalifica subita nel 1984, la Tyrrell. Inizialmente la scuderia britannica era stata esclusa dalla lista dei team ammessi al mondiale, per la volontà della Tyrrell di adire le vie legali contro la FISA, a seguito della squalifica della stagione precedente.
Chi non prese parte alla gara fu invece la Toleman. La scuderia britannica, che aveva ingaggiato l'esperto nordirlandese John Watson e lo svedese Stefan Johansson, annunciò la sua volontà di abbandonare il campionato, per l'assenza di una fornitura di pneumatici, anche se era stato ipotizzato che il team britannico potesse appoggiarsi alla casa giapponese Yokohama.
Uscì dal campionato, invece definitivamente, la scuderia tedesca ATS, che aveva esordito nel 1977, utilizzando delle vetture Penske, per poi passare alla costruzione di vetture in proprio. A seguito dal mancato prolungamento della fornitura di motori, da parte della BMW, la scuderia preferì abbandonare le competizioni.

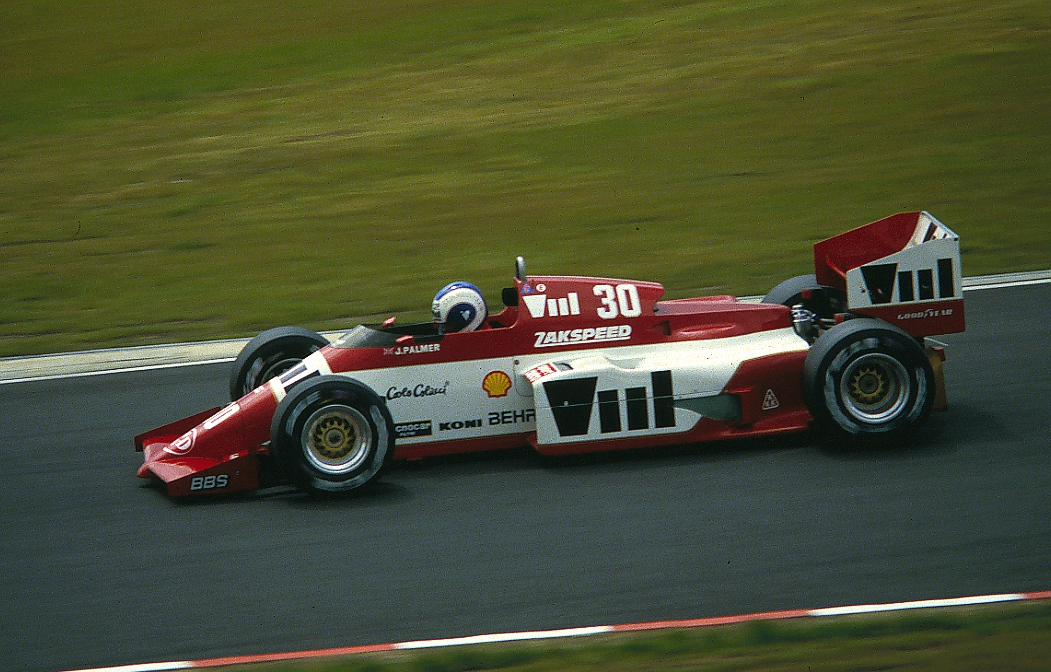
La Zakspeed esordì in campionato nel Gran Premio del Portogallo. La casa tedesca costruiva in proprio il motore.

A partire dal Gran Premio del Portogallo entrò nel campionato la casa tedesca Zakspeed. La scuderia aveva una certa esperienza nei campionati turismo tedeschi, nonché nel campionato endurance. La scuderia, però, era esclusa dalla possibilità di marcare punti iridati, e saltò i gran premi del Canada e di Detroit.
A Montecarlo rientrò in campionato la Toleman, che fino a quel momento non aveva potuto gareggiare, per l'assenza di un accordo con i fornitori degli pneumatici. La casa inglese rilevò il contratto che legava la Spirit, in grosse difficoltà economiche, e la Pirelli. La Spirit, in compenso, abbandonò, definitivamente, la Formula 1.
Poco prima del Gran Premio del Canada il team statunitense Beatrice Haas annunciò la sua volontà di entrare nel campionato mondiale, entro fine estate. La vettura sarebbe stata una Lola, e il motore, con molta probabilità, un turbo fornito dalla Ford. Il 20 giugno il direttore generale della Ford Motor Company, Donald E. Petersen, in una conferenza stampa, illustrò il nuovo motore turbo V6, progettato dalla casa americana, che avrebbe dovuto prendere il posto del motore aspirato DFV. Anche questo propulsore sarebbe stato costruito in collaborazione con la Cosworth, e sarebbe stato fornito, in esclusiva, al team statunitense Beatrice, pronto a entrare nel campionato, entro fine estate. Il motore sarebbe comunque stato appontato solo per la stagione 1986; la scuderia, per il suo esordio, si sarebbe affidata a motori Hart. L'esordio avvenne al Gran Premio d'Italia.
Dopo aver saltato il Gran Premio del Sudafrica, per protesta contro l'apartheid, Renault e Ligier schierarono regolarmente le proprie vetture nel Gran Premio d'Australia. Le ultime due gare della stagione vennero saltate dalla RAM (che abbandonò definitivamente la Formula 1), e dalla Zakspeed.

### Piloti

René Arnoux, a sinistra nella foto, venne sostituito dalla Scuderia Ferrari, dopo la prima gara, con Stefan Johansson (a destra). Nel mezzo siede Michele Alboreto.

Alla Brabham, a far coppia con Nelson Piquet, fu il francese François Hesnault, che aveva esordito la stagione precedente con la Ligier, senza marcare punti. Alla scuderia francese il suo volante venne affidato di nuovo a Jacques Laffite, che aveva già corso per la Ligier tra il 1976 e il 1982.
La Williams scelse, in sua vece, Nigel Mansell, in arrivo dalla Lotus. Qui venne ingaggiato, in sua sostituzione, il giovane brasiliano Ayrton Senna. All'Arrows Marc Surer, che aveva abbandonato le gare in circuito per i rally, venne sostituito dall'austriaco Gerhard Berger, che aveva corso 4 gare nel 1984 con l'ATS.
La RAM associò a Philippe Alliot il tedesco Manfred Winkelhock, che nel 1984 era stato impiegato dall'ATS e, per una gara, dalla Brabham. Per l'esordiente Minardi la scelta cadde su Pierluigi Martini, nipote di Giancarlo Martini, impiegato quale pilota dal Team Everest gestito da Minardi negli anni settanta. Pierluigi aveva tentato, senza successo, di qualificarsi al Gran Premio d'Italia 1984, con la Toleman.
La Tyrrell, al venerdì precedente il Gran Premio del Brasile, poco prima delle qualifiche, appiedò Stefan Bellof, per il mancato accordo sul contratto. Il tedesco venne rimpiazzato da Stefan Johansson.
Il 16 aprile la Scuderia Ferrari decise di licenziare René Arnoux. Il francese, che correva per la scuderia italiana dal 1983, soffriva di problemi fisici. Nell'inverno 1984-1985 era stato operato alla gamba destra, per un'ipertrofia muscolare. Al suo posto venne ingaggiato lo svedese Stefan Johansson, liberato dalla Toleman. Lo svedese aveva corso la prima gara, in Brasile, con la Tyrrell che, nel frattempo, aveva risolto i problemi di contratto con Stefan Bellof, reimpiegandolo così come pilota titolare.
La scuderia tedesca Zakspeed ingaggiò il pilota britannico Jonathan Palmer, che aveva disputato la stagione precedente con la RAM. La Toleman, una volta rientrata in campionato, ingaggiò Teo Fabi. Alla Brabham, a partire dal Gran Premio del Canada Marc Surer prese il posto di François Hesnault. Il cambio era avvenuto già per il Gran Premio del Belgio, gara poi annullata. Surer venne scelto dalla scuderia britannica per la sua esperienza col motore turbo BMW.
Dal Gran Premio di Germania all'Osella l'olandese Huub Rothengatter sostituì Ghinzani, che era in procinto di salire sulla Toleman. Solo per la gara tedesca, la Renault schierò una terza vettura, una vecchia RE60, guidata da François Hesnault, che in stagione aveva già partecipato alle prime gare, con la Brabham. Sulla monoposto del pilota francese era stata installata una telecamera, per riprendere le fasi di prova e di gara, direttamente dalla pista. Hesnault, preferito a Philippe Streiff e Alain Ferté, aveva versato 800.000 franchi francesi alla casa transalpina. Fu l'ultima volta in cui una stessa scuderia presentava più di due vetture al via di un gran premio. In tale occasione si derogò al numero massimo di vetture ammesse alla fase di gara, consentendo a tutti i 27 partecipanti di gareggiare la domenica, visto che il limite era di 26 monoposto.
Il 12 agosto, nel corso di una gara per vetture sport, la 1000 km di Toronto, Manfred Winkelhock, pilota impiegato nel campionato dalla RAM, perì in un incidente. Perse il controllo della sua Porsche 962C, alla seconda curva del circuito di Mosport Park, finendo contro un muretto di protezione. Il pilota venne estratto ancora vivo dalla vettura, ma non riuscì a superare il trauma, decedendo per emorragia cerebrale, il giorno seguente. La scuderia lo sostituì, nel Gran Premio d'Austria, col pilota inglese Kenny Acheson, già impiegato nella parte finale della stagione 1983.
Dalla stessa gara la Toleman, come già annunciato nelle settimane precedenti, portava in pista una seconda vettura, affidata a Piercarlo Ghinzani, che fino al Gran Premio di Gran Bretagna era stato impiegato dall'Osella.

Dal Gran Premio d'Italia rientrò nel mondiale il campione del mondo del, l'australiano Alan Jones

Il 1º settembre Stefan Bellof, pilota della Tyrrell, morì a seguito di un incidente accaduto nel corso di una gara endurance, la 1000 km di Spa. Al volante di una Porsche 956, tentò un sorpasso sulla vettura guidata da Jacky Ickx, alla salita dell'Eau Rouge. La vettura sbandò verso destra, colpendo le barriere. La vettura prese fuoco, e i commissari impiegarono diversi minuti per estrarre il corpo del pilota tedesco, che morì poco dopo essere stato portato al centro di rianimazione. La scuderia britannica decise di non sostituire, per la gara di Monza, Bellof, impiegando così una sola monoposto.
Nella stesso evento un altro grave incidente vide quale protagonista un altro pilota del campionato di Formula 1, l'inglese Jonathan Palmer, pilota della Zakspeed. Palmer, ferito nelle prove del venerdì, riportò la frattura della caviglia e una grave contusione alla regione occipitale (la leva del cambio era entrata nel casco), che mise addirittura in forse la sua capacità visiva. La Zakspeed cercò di sostituirlo con Christian Danner. Danner, però, non aveva ancora compiuto un chilometraggio sufficiente in prova, per poter essere schierato in un gran premio. La scuderia tedesca decise così di dare forfait alla gara di Monza.
Come già deciso dopo il Gran Premio d'Austria la Ligier sostituì Andrea De Cesaris (comunque impiegato nel Gran Premio d'Olanda in assenza di alternative), con Philippe Streiff. Il francese aveva disputato un solo gran premio, quello del Portogallo, nell'anno precedente, al volante della terza Renault.
De Cesaris aveva prospettato l'ipotesi di passare subito alla Brabham, ma non trovò però posto alla scuderia britannica. La BMW, motorista della Brabham, impose la conferma di Marc Surer. Bernie Ecclestone, patron della Brabham, tentò allora di mettere De Cesaris al posto di Nelson Piquet, che aveva appena annunciato il passaggio alla Williams per il 1986, ma rinunciò all'idea.
Il team Haas riportò in Formula 1 il pilota australiano Alan Jones. Jones, che aveva vinto il campionato nel 1980, al volante di una Williams, mancava dal Gran Premio degli Stati Uniti d'America-Ovest 1983, corso con un'Arrows.
Col Gran Premio del Belgio la Zakspeed sostituì l'infortunato Jonathan Palmer (anche lui vittima di un incidente alla 1000 km di Spa), col pilota tedesco esordiente Christian Danner, in lotta per il titolo nel Campionato di F.3000. In compenso la RAM portò una sola vettura, affidata a Philippe Alliot, per l'insufficienza di motori disponibili. La Tyrrell, dopo l'incidente mortale di Bellof, continuò a schierare una sola monoposto. Nel corso delle prove libere Niki Lauda colpì, a non elevata velocità, le barriere a Blanchimont, rompendo la sospensione anteriore sinistra. Un ritorno del volante gli provocò una incrinatura al polso destro. L'austriaco prima volò a Vienna per la prima diagnosi (20 giorni di gesso), poi decise di raggiungere la sua famiglia a Ibiza, non prendendo parte al resto dell'evento. La McLaren individuò quale sostituto di Lauda il suo ex pilota John Watson (anche se venne ipotizzato anche l'impiego di Andrea De Cesaris), che aveva corso per la scuderia britannica tra il 1979 e il 1983. La sua presenza era però possibile solo in deroga al regolamento, grazie all'autorizzazione di tutti i concorrenti. La sua partecipazione trovò però l'opposizione della Scuderia Ferrari. Venne, comunque, annunciato che Watson avrebbe preso il posto di Lauda, nel successivo Gran Premio di Brands Hatch. Visti i tempi non competitivi fatti registrate da Watson nei test condotti dalla McLaren, la scuderia stessa cercò di ingaggiare, al suo posto, Derek Warwick, ma senza successo.
La Tyrrell trovò il sostituto di Stefan Bellof nel pilota milanese Ivan Capelli. La scuderia britannica tornò, così, a schierare due vetture. Capelli, all'esordio nella massima categoria, aveva vinto il Campionato europeo di F3 nel 1984, e aveva disputato il Campionato europeo di Formula 3000 1985. Alla gara prese parte nuovamente il team Haas, dopo aver saltato il gran premio di Spa.
Dalla gara del Sudafrica Niki Lauda tornò alla guida della sua McLaren; la Tyrrell ingaggiò, solo per questa gara, Philippe Streiff, lasciato libero dalla Ligier. Il francese tornò al volante della Ligier, per la gare finale di Adelaide; la scuderia inglese ingaggiò quindi Ivan Capelli, che aveva già corso per la squadra il Gran Premio d'Europa.
I seguenti piloti e costruttori presero parte al campionato del mondo di Formula 1 nella stagione 1985.

### Tabella riassuntiva
| Team                           | Costruttore | Telai       | Motore                                       | Gomme | N.   | Piloti             | GP          |
| ------------------------------ | ----------- | ----------- | -------------------------------------------- | ----- | ---- | ------------------ | ----------- |
| Marlboro McLaren International | McLaren     | MP4/2B      | TAG Porsche P01                              | G     | 1    | Niki Lauda         | 1-12, 15-16 |
| Marlboro McLaren International | McLaren     | MP4/2B      | TAG Porsche P01                              | G     | 1    | John Watson        | 14          |
| Marlboro McLaren International | McLaren     | MP4/2B      | TAG Porsche P01                              | G     | 2    | Alain Prost        | Tutti       |
| Tyrrell Racing Organisation    | Tyrrell     | 012 014     | Ford- Cosworth DFY Renault EF4B Renault EF15 | G     | 3    | Martin Brundle     | Tutti       |
| Tyrrell Racing Organisation    | Tyrrell     | 012 014     | Ford- Cosworth DFY Renault EF4B Renault EF15 | G     | 4    | Stefan Johansson   | 1           |
| Tyrrell Racing Organisation    | Tyrrell     | 012 014     | Ford- Cosworth DFY Renault EF4B Renault EF15 | G     | 4    | Stefan Bellof      | 2-11        |
| Tyrrell Racing Organisation    | Tyrrell     | 012 014     | Ford- Cosworth DFY Renault EF4B Renault EF15 | G     | 4    | Ivan Capelli       | 14, 16      |
| Tyrrell Racing Organisation    | Tyrrell     | 012 014     | Ford- Cosworth DFY Renault EF4B Renault EF15 | G     | 4    | Philippe Streiff   | 15          |
| Canon Williams Honda           | Williams    | FW10        | Honda RA163E                                 | G     | 5    | Nigel Mansell      | Tutti       |
| Canon Williams Honda           | Williams    | FW10        | Honda RA163E                                 | G     | 6    | Keke Rosberg       | Tutti       |
| Motor Racing Developments      | Brabham     | BT54        | BMW M12/13                                   | P     | 7    | Nelson Piquet      | Tutti       |
| Motor Racing Developments      | Brabham     | BT54        | BMW M12/13                                   | P     | 8    | François Hesnault  | 1-4         |
| Motor Racing Developments      | Brabham     | BT54        | BMW M12/13                                   | P     | 8    | Marc Surer         | 5-16        |
| Skoal Bandit Formula 1 Team    | RAM         | 03          | Hart 415T                                    | P     | 9    | Manfred Winkelhock | 1-9         |
| Skoal Bandit Formula 1 Team    | RAM         | 03          | Hart 415T                                    | P     | 9/10 | Philippe Alliot    | Tutti       |
| Skoal Bandit Formula 1 Team    | RAM         | 03          | Hart 415T                                    | P     | 10   | Kenny Acheson      | 10-12       |
| John Player Special Team Lotus | Lotus       | 97T         | Renault EF4B Renault EF15                    | G     | 11   | Elio De Angelis    | Tutti       |
| John Player Special Team Lotus | Lotus       | 97T         | Renault EF4B Renault EF15                    | G     | 12   | Ayrton Senna       | Tutti       |
| Equipe Renault Elf             | Renault     | RE60 RE60B  | Renault EF4B                                 | G     | 14   | François Hesnault  | 9           |
| Equipe Renault Elf             | Renault     | RE60 RE60B  | Renault EF4B                                 | G     | 15   | Patrick Tambay     | 1-14, 16    |
| Equipe Renault Elf             | Renault     | RE60 RE60B  | Renault EF4B                                 | G     | 16   | Derek Warwick      | 1-14, 16    |
| Barclays Arrows BMW            | Arrows      | A8          | BMW M12/13                                   | G     | 17   | Gerhard Berger     | Tutti       |
| Barclays Arrows BMW            | Arrows      | A8          | BMW M12/13                                   | G     | 18   | Thierry Boutsen    | Tutti       |
| Toleman Group Motorsport       | Toleman     | TG185       | Hart 415T                                    | P     | 19   | Teo Fabi           | 4-16        |
| Toleman Group Motorsport       | Toleman     | TG185       | Hart 415T                                    | P     | 20   | Piercarlo Ghinzani | 10-16       |
| Spirit Racing                  | Spirit      | 101D        | Hart 415T                                    | P     | 21   | Mauro Baldi        | 1-3         |
| Spirit Racing                  | Spirit      | 101D        | Hart 415T                                    | P     | 21   | Allen Berg         | 5           |
| Benetton Team Alfa Romeo       | Alfa Romeo  | 184TB 185T  | Alfa Romeo 890T                              | G     | 22   | Riccardo Patrese   | Tutti       |
| Benetton Team Alfa Romeo       | Alfa Romeo  | 184TB 185T  | Alfa Romeo 890T                              | G     | 23   | Eddie Cheever      | Tutti       |
| Osella Squadra Corse           | Osella      | FA1/F FA1/G | Alfa Romeo 890T                              | P     | 24   | Piercarlo Ghinzani | 1-8         |
| Osella Squadra Corse           | Osella      | FA1/F FA1/G | Alfa Romeo 890T                              | P     | 24   | Huub Rothengatter  | 9-16        |
| Equipe Ligier Gitanes          | Ligier      | JS25        | Renault EF4B                                 | P     | 25   | Andrea De Cesaris  | 1-11        |
| Equipe Ligier Gitanes          | Ligier      | JS25        | Renault EF4B                                 | P     | 25   | Philippe Streiff   | 12-14, 16   |
| Equipe Ligier Gitanes          | Ligier      | JS25        | Renault EF4B                                 | P     | 26   | Jacques Laffite    | 1-14, 16    |
| Scuderia Ferrari SpA SEFAC     | Ferrari     | 156-85      | Ferrari 031                                  | G     | 27   | Michele Alboreto   | Tutti       |
| Scuderia Ferrari SpA SEFAC     | Ferrari     | 156-85      | Ferrari 031                                  | G     | 28   | René Arnoux        | 1           |
| Scuderia Ferrari SpA SEFAC     | Ferrari     | 156-85      | Ferrari 031                                  | G     | 28   | Stefan Johansson   | 2-16        |
| Minardi Team                   | Minardi     | M185        | Ford Cosworth DFV Motori Moderni 615-90      | P     | 29   | Pierluigi Martini  | Tutti       |
| West Zakspeed Racing           | Zakspeed    | 841         | Zakspeed 1500/4                              | G     | 30   | Jonathan Palmer    | 2-4, 7-11   |
| West Zakspeed Racing           | Zakspeed    | 841         | Zakspeed 1500/4                              | G     | 30   | Christian Danner   | 13-14       |
| Team Beatrice Haas             | Lola        | THL1        | Hart 415T                                    | G     | 33   | Alan Jones         | 12, 14, 16  |

## Circuiti e gare
Il Nürburgring tornò a ospitare il Gran Premio di Germania, dopo che, a seguito del grave incidente di Niki Lauda, dell'edizione del 1976, il mondiale si era spostato sull'Hockenheimring. Abbandonata la Nordschleife la Formula 1 si era già ripresentata sul tracciato renano nel 1984, con un'edizione del Gran Premio d'Europa.
Il Gran Premio del Belgio veniva nuovamente ospitato dal Circuito di Spa-Francorchamps che, nella sua versione rinnovata, era stato già sede della gara del 1983. Prese il posto del Circuito di Zolder.
Il tracciato britannico di Brands Hatch ospitò il Gran Premio d'Europa; il circuito aveva già ospitato una gara, con tale denominazione, nel 1983 quando, per la prima volta, l'intitolazione non valeva solo come titolo onorifico, aggiunto a uno dei gran premi disputati nel continente, ma denominava una gara autonoma. Quale titolo onorifico, aggiunto alla denominazione di Gran Premio di Gran Bretagna, il gran premio d'Europa si era svolto a Brands Hatch nel 1964 e nel 1972. Il tracciato aveva ospitato, in totale, 12 volte una prova valida per il Campionato mondiale di Formula 1, oltre a numerosissime gare non valide per il mondiale.
La stagione vide l'esordio, nel calendario iridato, del Gran Premio d'Australia. Il gran premio si disputò su un circuito disegnato attraverso un parco e un ippodromo di Adelaide. I piloti, dopo le cattive esperienze vissute sui tracciati cittadini di Detroit e Dallas, si dissero favorevolmente colpiti dalla bontà del circuito australiano.

## Modifiche al regolamento

### Regolamento tecnico
Il presidente della FISA, Jean-Marie Balestre, annunciò, in una conferenza stampa, al sabato prima del Gran Premio del Belgio 1984, la volontà di limitare ancora, per la stagione 1985, la capacità dei serbatoi, portandola a 195 litri, contro i 220 ammessi nel 1984. Le case costruttrici si dissero subito contrarie; la controproposta della FISA fu di limitare a soli 1.300 cm³ la dimensione ammessa per i propulsori turbo. A margine del Gran Premio di Francia 1984 vi fu una riunione tra i costruttori in merito alle proposte sul regolamento tecnico del 1985. La proposta della federazione che veniva rigettata da quasi tutti i costruttori, che si trovavano in grossa difficoltà coi consumi. La Renault, in crisi, per bocca del direttore tecnico Gérard Larrousse, minacciò l'uscita dal campionato, mentre la Tyrrell, che disponeva di un vecchio motore a pressione atmosferica, non era disposta ad accettare la richiesta dei costruttori dei motori turbo, di ampliare a 230 litri la capacità dei serbatoi.
La Federazione tornò sui suoi passi, confermando il limite a 220 litri.
Il 3 ottobre 1984 la Commissione F1 della FISA rese note le modifiche regolamentari per la stagione 1985. Venivano vietati il raffreddamento del carburante, le pinne al termine degli alettoni e veniva imposto l'obbligo del crash test per la parte anteriore della monoposto, anche a seguito ai gravi incidenti in cui erano rimasti vittime, nel 1984, Martin Brundle e Johnny Cecotto.

## Riassunto della stagione

### Gran Premio del Brasile

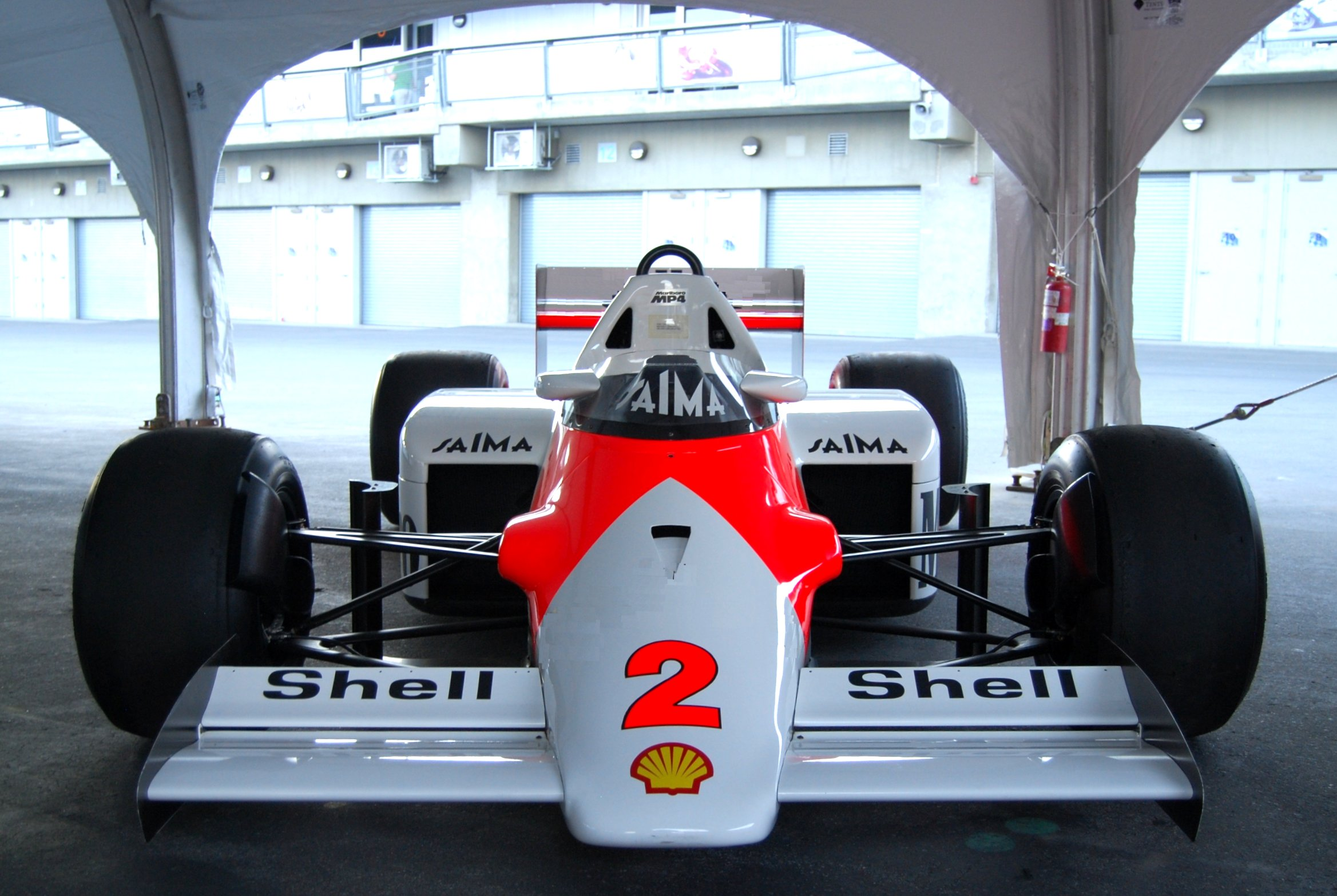
La McLaren MP4/2B si aggiudicò il Gran Premio del Brasile, con Alain Prost al volante

Keke Rosberg fu autore di un eccellente avvio, che lo portò al comando, davanti a Michele Alboreto. Anche l'altro pilota della Williams, Nigel Mansell trovò un ottimo spunto al via, che gli permise di passare Prost e le due Lotus. Il britannico attaccò subito anche Alboreto: le due vetture vennero a contatto con le gomme, la vettura del britannico uscì di pista, finendo nella via di fuga. Mansell fu aiutato dai commissari a riprendere la pista, anche con una vettura danneggiata. Non ci furono, invece, problemi per il ferrarista, che rimase secondo. Thierry Boutsen rimase fermo in griglia, tanto di necessitare di una spinta per poter avviarsi.
Terminò presto la gara per Nelson Piquet, costretto al ritiro, già nel corso del settimo giro, per un problema a una sospensione, danneggiata dal passaggio su un cordolo. Nei primi giri Rosberg amministrò il vantaggio su Alboreto, per cercare di risparmiare le gomme; dal suo canto Alboreto, dopo l'incidente con Mansell, si trovò una vettura sottosterzante. Questo favoriva il ravvicinarsi di Alain Prost, terzo.
Alboreto trovò il comando della gara al decimo giro, quando Rosberg fu costretto ad abbandonare la gara, per la rottura del turbo. Al quattordicesimo giro Niki Lauda prese la terza posizione ad Ayrton Senna. Al diciottesimo giro Prost si portò in vetta, sfruttando un errore di cambiata di Alboreto, alla curva Vitoria.
Lauda si avvicinò ad Alboreto, ma al ventiquattresimo giro l'austriaco fu costretto a un passaggio ai box per un guasto al cambio elettronico. Al ventiseiesimo giro De Angelis, quarto, andò al cambio gomme. Rientrò in gara sesto, alle spalle di Andrea De Cesaris. Il giro successivo il pilota della Ligier tamponò, nella corsia dei box, la vettura di René Arnoux, cosa che lo costrinse all'abbandono. Arnoux fu costretto a un intero giro con una gomma forata, per rientrare nella corsia dei box.
Al trentesimo giro sia Prost sia Alboreto si fermarono per cambiare gli pneumatici. Il francese mantenne il comando della gara, mentre il ferrarista uscì alle spalle di Senna. Il brasiliano si fermò, comunque, nel giro successivo, cedendo di nuovo la seconda piazza ad Alboreto. Dietro ai primi tre c'erano De Angelis, Patrick Tambay, Philippe Alliot e Jacques Laffite.
Prost ampliò, agevolmente, il suo margine su Alboreto. Nelle retrovie Alliot, rimasto con sole cinque marce, dovette cedere la posizione prima a Laffite, poi al rimontante Arnoux. Il ferrarista passò anche Laffite, al quarantaseiesimo giro. Tre giri dopo fu costretto al ritiro anche Senna, con il motore fuori uso. La rimonta di Arnoux proseguì quando, al cinquantaduesimo passaggio, ebbe la meglio anche su Tambay.
Alain Prost si aggiudicò il diciassettesimo gran premio iridato della carriera. Precedette due italiani, Alboreto (unico a pieni giri come Prost) e De Angelis, mentre il resto della zona punti venne monopolizzata da piloti francesi: Arnoux, Tambay e Laffite.

### Gran Premio del Portogallo

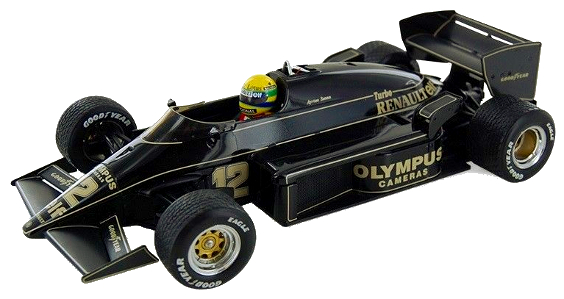
Un modellino della Lotus 97T, con cui Ayrton Senna vinse la sua prima gara valida quale prova del campionato mondiale di Formula 1, il Gran Premio del Portogallo 1985, disputato sotto una fortissima pioggia

Una forte pioggia colpì il tracciato, già ben prima della partenza. Nigel Mansell e Pierluigi Martini danneggiarono le loro vetture nel giro d'installazione (il primo effettuò un testacoda mentre il secondo andò a sbattere), e furono costretti a partire dalla corsia dei box. Stessa sorte toccò a Eddie Cheever: col turbo in panne sulla vettura titolare, fu costretto a utilizzare il muletto, e a non poter partire dalla griglia. La griglia non venne però modificata dalle assenze, se non per le piazzole rimaste vuote.
Ayrton Senna, che partiva dalla pole position, mantenne agevolmente il comando della gara, anche perché Alain Prost, l'altro pilota in prima fila, ebbe dei problemi al via, superato anche da Elio De Angelis. Seguivano, poi, Michele Alboreto, Derek Warwick e Niki Lauda. Rosberg rimase fermo con la vettura in mezzo alla griglia, tanto da venir colpito da Jonathan Palmer. Il finlandese, con l'aiuto dei commissari, poté comunque avviarsi, e lo stesso Palmer riuscì comunque a proseguire, anche se si ritirò dopo poco.
Al terzo giro Lauda passò Warwick. Le condizioni della pista, molto difficili, portarono a diversi incidenti. Al quarto giro finì in testacoda François Hesnault, per un malfunzionamento del motore, mentre Philippe Alliot finì fuori pista a causa dell'aquaplaning. Il giro dopo Riccardo Patrese tamponò Stefan Johansson, ed entrambi finirono in testacoda. Il padovano non poté proseguire il gran premio. Sorpresi dall'incidente vennero a contatto gli accorrenti Stefan Bellof e Manfred Winkelhock, che poterono però continuare la gara.
Chi si trovava in maggiore difficoltà erano i piloti con le gomme Pirelli. Jacques Laffite fu costretto presto ai box, mentre Andrea De Cesaris fu anche autore di un'uscita di pista. Anche Martini fu autore di un'escursione fuori pista.
Al quattordicesimo giro Warwick cedette la posizione a Tambay; nello stesso giro Gerhard Berger, dopo un testacoda, abbandonò la gara. Prost e Alboreto si avvicinarono a De Angelis, senza però riuscire a passarlo.
Proseguirono gli incidenti: al diciassettesimo giro Winkelhock tamponò Johansson, nel corso di un doppiaggio. Entrambi ripartirono lo svedese fu costretto ai box, per montare un nuovo musetto. Keke Rosberg terminò in testacoda, alla Parabolica, colpì un guard-rail, fratturandosi anche un pollice. I commissari dovettero spostare la vettura che era rimasta in traiettoria.
Al ventunesimo giro Warwick uscì dal tracciato, rientrando ai box per cambiare gli pneumatici e riparare la sua Renault. Tre giri dopo si fermò anche Nelson Piquet, a causa della scarsa aderenza che le Pirelli dimostravano in condizioni di bagnato estremo. Il brasiliano fu poi costretto a box, quattro giri dopo, sempre per provare nuove gomme. Baldi, nello stesso giro, abbandonò, dopo un testacoda.
A metà gara Senna comandava con oltre 37 secondi di margine su De Angelis che, a sua volta, precedeva di pochi decimi Prost. Alboreto era a 5 secondi dal suo connazionale, godendo di un margine di oltre 41 secondi su Tambay. Al trentunesimo giro Prost attaccò ancora De Angelis ma, finito su un rivolo d'acqua, perse il controllo della sua vettura, che terminò contro un muretto. Il francese dovette ritirarsi. Un giro dopo decise di ritirarsi anche Piquet, seguito da De Cesaris, impossibilitato a tenere in pista la sua vettura.
Al trentasettesimo giro Senna mise quattro ruote sull'erba, ma mantenne il controllo della vettura, e poté proseguire la gara al comando. Al quarantatreesimo giro Alboreto si avvicinò a De Angelis, passandolo alla prima curva. Il pilota della Lotus cercò di resistere, uscendo anche di pista alla terza curva, ma senza successo.
La pioggia aumentò ancora d'intensità, tanto che i direttori sportivi delle squadre proposero di interrompere la gara, senza però che la direzione di corsa accogliesse la proposta. Lauda, con problemi al motore, abbandonò al quarantanovesimo giro. Anche Senna, al comando, e lo stesso Lauda, ritirato, cercarono di convincere, inutilmente, la direzione di gara a interrompere il gran premio. Nel frattempo Nelson Piquet aveva cercato di riprendere la pista, ma dopo due giri molto lenti, decise per l'abbandono definitivo.
Al sessantunesimo giro Patrick Tambay prese la terza posizione a De Angelis, vittima di una foratura lenta, che lo tormentava dal decimo giro. Quattro giri dopo la direzione di corsa, essendo state raggiunte le due ore di gara, avvisò i concorrenti che il gran premio si sarebbe interrotto al sessantasettesimo giro, due giri prima della durata prevista inizialmente.
Ayrton Senna colse la sua prima vittoria nel mondiale, il settantaquattresimo pilota a riuscirci, precedendo Alboreto di un minuto e tre secondi, unico a pieni giri come il brasiliano, e Tambay. De Angelis riuscì a chiudere comunque quarto. Senna ottenne la prima vittoria per la Lotus dopo il decesso di Colin Chapman. La sua vittoria interruppe una striscia di otto successi consecutivi della McLaren. Fu anche il primo successo per una vettura motorizzata Renault, dal Gran Premio d'Austria 1983. Senna ottenne anche il Grand Chelem (pole position, giro veloce, vittoria e gara condotta per tutta la sua interezza). Michele Alboreto si trovò in testa al campionato mondiale, cosa che non succedeva a un pilota italiano dal Gran Premio di Monaco 1958, con Luigi Musso.

### Gran Premio di San Marino

Thierry Boutsen spinge la sua Arrows A8, rimasta senza benzina, oltre il traguardo. Il belga conquistò a Imola il suo primo podio in Formula 1.

Le due Lotus furono autrici di una buona partenza, con Ayrton Senna che mantenne il comando, seguito da Elio De Angelis. Fu invece autore di una partenza modesta Keke Rosberg, che si fece passare sia da Michele Alboreto sia da Alain Prost.
Al quinto giro Nigel Mansell cedette la posizione, mentre era sesto, prima a Niki Lauda poi a Nelson Piquet, favorito dalla scelta di gomme morbide fatta dalla Pirelli. Il giro successivo Lauda ebbe la meglio anche su Rosberg, che venne presto passato anche da Piquet. All'ottavo passaggio Prost attaccò Alboreto, prima alla Villeneuve, poi all'interno della Tosa, ma senza successo.
All'undicesimo giro Alboreto, sempre pressato da Prost, attaccò, con successo De Angelis, portandosi al secondo posto. Piquet, ormai con degli pneumatici in crisi, fu costretto ai box, per il cambio gomme. Il pilota della Brabham tornò in gara tredicesimo. Il giro successivo anche Prost passò De Angelis, mentre Andrea De Cesaris terminò la gara, uscendo alla curva della Tosa, per un problema ai freni, che aveva dimenticato di ricaricare, dopo essere uscito dai box.
Al quattordicesimo giro Stefan Johansson passò Mansell, poi anche Rosberg, pochi giri dopo, risalendo nella zona dei punti. Nel frattempo Prost tentava, ancora infruttuosamente, di superare Alboreto. Lauda passò De Angelis che soffriva per un calo di sovralimentazione del turbo. Dopo venti giri Senna comandava la gara, con meno di un secondo di vantaggio, su Alboreto che precedeva, a sua volta, di un secondo, Prost, poi Lauda (staccato di oltre 6 secondi dal leader della gara), De Angelis, Johansson, Rosberg e Mansell.
Alboreto attaccò Senna, senza prendergli la posizione, e poi, poco dopo, fu a sua volta oggetto di un attacco di Prost, che riuscì a scalare secondo. Al ventiquattresimo giro terminò il gran premio per Rosberg, per un guasto all'acceleratore. Alboreto, per un problema all'impianto elettrico fu costretto a una sosta ai box. Il pilota della Ferrari rientrò in gara lontano dalla zona dei punti.
Nei giri seguenti Prost attaccò anche Senna, fino a quando non perse qualche secondo prezioso nel doppiaggio di Patrick Tambay. Il pilota della McLaren decise, su segnalazione del computer della sua monoposto, di rallentare, al fine di risparmiare carburante. Nello stesso tempo Alboreto fu costretto al definitivo abbandono, per un guasto all'alternatore. Lauda perse la posizione, a vantaggio di De Angelis, per un testacoda. La sua gara venne da quel momento penalizzata per un malfunzionamento della centralina di controllo della sua vettura, tanto da venir passato da Johansson. Al trentanovesimo giro Nigel Mansell mancò una cambiata alle Acque Minerali, perdendo due posizioni.
Senna guidava, pur avendo anche lui rallentato il ritmo, con 3,1 secondi di margine su Prost, 15 sul compagno di team De Angelis, 17 su Johansson, quasi 29 su Lauda e oltre un minuto su Piquet. Senna ampliò il vantaggio su Prost, mentre Piquet venne sorpassato da Thierry Boutsen. De Angelis e Johansson, in lotta per il terzo posto, arrivarono alle spalle di Boutsen e Piquet, doppiati, che lottavano per la sesta posizione. Al cinquantesimo giro, Piquet andò all'attacco, vincente, su Boutsen, alla Villeneuve. Rallentato da questa lotta, De Angelis fu attaccato dallo svedese della Ferrari alla Tosa. Pur se penalizzato dalla traiettoria di Boutsen, Johansson scavalcò De Angelis.
La rimonta di Johansson proseguì pochi giri dopo, quando passò anche Prost, molto attento ai consumi, per apporre vera resistenza. Il consumo di carburante decise la gara negli ultimi giri. Il primo a dover abbandonare fu Senna, al cinquantasettesimo giro. Passò in testa Johansson, che però fu anch'egli costretto a fermare la monoposto per l'assenza di benzina, un solo giro dopo. Questo permise ad Alain Prost di mettersi in prima posizione.
Alle spalle del francese c'erano De Angelis e Piquet: anche quest'ultimo fu colpito dalla mancanza di carburante, e dovette abbandonare. Boutsen si ritrovò terzo, davanti a Tambay, che da poco aveva passato Lauda.
Prost giunse primo al traguardo, sempre a velocità limitata, potendo godere di un ampio margine su De Angelis. Il francese si trovò senza benzina durante il giro d'onore. Boutsen, che aveva chiuso terzo, si trovò senza benzina addirittura sulla linea d'arrivo. Il belga scese dalla sua Arrows, per spingerla oltre il traguardo. A gara terminata la McLaren di Alain Prost, giunto primo sul traguardo, venne pesata 536 kg, quattro in meno del limite previsto dal regolamento (che prevedeva che la vettura pesasse 540 kg al via, o avesse 200 kg di carburante). Ciò portò alla squalifica del pilota francese. Tutti i piloti classificatisi alle sue spalle scalarono di una posizione. Elio De Angelis si trovò così a vincere la gara senza avere, di fatto, condotto nemmeno per un giro. Ciò era accaduto, per l'ultima volta, proprio ad Alain Prost, al Gran Premio del Brasile 1982.
De Angelis colse la sua seconda, e ultima, vittoria nel mondiale di Formula 1. Fu il primo pilota italiano a vincere una gara di Formula 1 in Italia, dalla vittoria di Ludovico Scarfiotti nel Gran Premio d'Italia 1966. Il pilota romano si trovò anche in testa alla classifica iridata, scalzandovi Alboreto. Boutsen colse il suo primo podio (l'Arrows mancava dal podio dal secondo posto di Riccardo Patrese nel Gran Premio di San Marino 1981), mentre Patrick Tambay, scalato terzo, festeggiò il suo undicesimo, e ultimo, podio iridato.

### Gran Premio di Monaco
Il poleman Ayrton Senna riuscì a resistere all'attacco di Nigel Mansell; seguivano Michele Alboreto, Alain Prost ed Eddie Cheever. A metà plotone Gerhard Berger mancò la partenza: Stefan Johansson tamponò Tambay che, a sua volta, colpì la vettura di Berger. Per gli ultimi due la gara finì subito. Johansson, con le sospensioni danneggiate, abbandonò poco dopo.
Al termine del secondo giro Alboreto riuscì a strappare la seconda posizione a Mansell, attaccandolo alla Santa Devota. Il britannico, al termine dello stesso giro, cedette la terza piazza a Prost, sul rettilineo d'arrivo. Il giro successivo anche Cheever riuscì a passare Mansell, che scontava dei problemi ai freni, tanto da essere sorpassato anche da De Angelis e Rosberg. La gara del pilota della Alfa Romeo terminò, di fatto, all'ottavo giro, quando fu costretto ai box per un guasto all'alternatore. Giunto ai box, spinto dai commissari per raggiungere la piazzola della sua scuderia, riuscì anche a ripartire, prima di abbandonare, dopo qualche giro.
Al decimo giro Senna comandava, con meno di due secondi di vantaggio su Alboreto. Prost era staccato di otto secondi, Elio De Angelis era quarto, staccato di oltre sedici, e precedeva Keke Rosberg e Nigel Mansell. Il brasiliano della Lotus fu successivamente costretto all'abbandono, per un guasto al motore, al quattordicesimo giro.
Al diciassettesimo giro Nelson Piquet attaccò Riccardo Patrese sul rettilineo dei box: giunti alla prima staccata le due vetture vennero a contatto. Piquet colpì le barriere con le sospensioni anteriori, mentre Patrese finì contro le stesse, col musetto. L'Alfa Romeo del pilota padovano rimbalzò, colpendo quella del brasiliano. Sulla Brabham vi furono delle fiamme, ma senza conseguenze per i piloti. Fabi, che seguiva i due, riuscì a passare indenne, mentre Jacques Laffite fu autore di un testacoda, senza conseguenze.
Alboreto, che era vicino al doppiaggio, si trovò in una situazione di incertezza, scivolò sull'olio perduto da Patrese, e ciò permise a Prost di passare al comando. Giunto sul posto, poco dopo, ove non era segnalata la presenza d'olio, Niki Lauda perse il controllo della sua vettura, terminando contro le barriere, e dovendosi ritirare.
Il ferrarista si pose subito all'inseguimento di Prost, riuscendo a porsi a meno di un secondo dal francese, che comunque aveva dei problemi col turbo. Quando Prost, al ventiquattresimo giro, mancò una marcia, Alboreto si riprese la testa della gara. Alle spalle dei primi due c'era De Angelis, seguito da Rosberg, De Cesaris, Warwick e Mansell. Anche Rosberg, come il suo compagno di scuderia Mansell, scontò dei guai ai freni, e dovette cedere la posizione a De Cesaris e a Warwick.
Un nuovo colpo di scena avvenne al trentaduesimo giro. Alboreto colpì il marciapiede al Loews, subendo una foratura lenta, che lo costrinse al cambio gomme. Il pilota milanese scese in quarta posizione. Al trentanovesimo giro Alboreto fu capace di passare De Cesaris al Mirabeau. Nel frattempo Prost risolse i problemi al turbo, e poté controllare il comportamento della sua vettura più facilmente.
Al quarantasettesimo passaggio Rosberg cedette la posizione a Mansell. Pochi giri dopo il finlandese entrò ai box, per il cambio degli pneumatici, uscendo dalla zona dei punti. Alboreto proseguì a grande ritmo, recuperando diversi secondi su De Angelis. Ormai giunto alle spalle del connazionale, i due evitarono il contatto con Jonathan Palmer, partito in testacoda. Il giro successivo Alboreto passò De Angelis alla Santa Devota.
Negli ultimi giri della gara la pioggia fece la sua apparizione sul tracciato. Questo costrinse i piloti a rallentare il ritmo. De Angelis lo rallentò più deli altri, a causa di un problema ai freni. Al settantacinquesimo giro Mansell andò in testacoda all'uscita del tunnel. Fortunosamente la sua vettura non toccò le barriere, permettendo al pilota di proseguire il gran premio. Due giri dopo il britannico perse la posizione, a favore di Jacques Laffite.
Alain Prost fece sua la vittoria per la diciottesima volta nel mondiale. Completarono il podio Alboreto e De Angelis, quest'ultimo per l'ultima volta tra i primi tre.

### Gran Premio del Canada
De Angelis mantenne il primo posto, alla partenza, seguito da Senna, poi Michele Alboreto, Derek Warwick, Stefan Johansson e Alain Prost. Finì presto il gran premio per Nelson Piquet, col cambio non funzionante. Al secondo giro Patrick Tambay prese la posizione a Prost.
Al terzo giro, la perdita di una barra antirollio, comportò un testacoda per Warwick, che, fortunatamente, venne evitato da tutti gli altri concorrenti, e poté proseguire il suo impegno. Tre giri dopo Senna fu costretto ai box, per un problema di sovralimentazione. I meccanici trovarono staccato il raccordo tra il turbo sinistro e lo scarico. Il brasiliano rientrò in gara, ma solo dopo cinque giri. Nello stesso giro anche Andrea De Cesaris fu autore di un testacoda, che lo portò a colpire Manfred Winkelhock. Il tedesco si ritirò, mentre il pilota della Ligier riguadagnò i box. Al rientro in pista si trovò a rallentare de Angelis, per qualche curva.
De Angelis comandava, al decimo giro, con meno di 4 secondi di margine su Alboreto; seguivano Johansson, Tambay, Prost ed Eddie Cheever. Al sedicesimo giro Alboreto riuscì a passare al comando, dopo che, nel giro precedente, De Angelis era riuscito a rispondere agli attacchi del pilota della Ferrari.
Keke Rosberg, in un tentativo di sorpasso su Warwick, mise due gomme sull'erba, e partì in testacoda. Il finlandese riprese la gara, pur dovendo passare ai box per cambiare gli pneumatici. Un altro pilota che andò in testacoda fu Pierluigi Martini, dopo aver tamponato Tambay, nel corso di un doppiaggio del francese. Nello stesso giro Nigel Mansell prese la sesta piazza a Cheever.
Al trentunesimo passaggio Philippe Alliot terminò contro il muretto, distruggendo la sua vettura. Nella lotta per il comando De Angelis riuscì ad avvicinarsi ad Alboreto, ma una vettura sempre più sottosterzante non permise al pilota romando di attaccare quello della Ferrari. Al quarantesimo giro il margine fra i due era di 4 secondi e 4 decimi. Johansson era staccato di 10 secondi e 8 decimi dal compagno di scuderia, mentre Tambay era a quasi 21 secondi. Al quarantatreesimo giro Rosberg passò Cheever, per il settimo posto.
Nei giri seguenti altri problemi tecnici afflissero De Angelis. La risposta del turbo non era più lineare, e anche gli pneumatici sembravano aver perduto la loro performance. Questo permise a Johansson di avvicinarsi. La rottura di un pignone sulla Renault di Tambay consentì a Prost di passare il suo connazionale, al cinquantesimo giro. Il giro successivo vide anche il sorpasso, sulla linea dei box, di Johansson su De Angelis. Lo svedese riuscì a ridurre il margine che lo separava da Alboreto. Un malfunzionamento del propulsore sulla sua vettura spinse la scuderia italiana a indicare allo svedese di non attaccare il compagno di scuderia.
Al cinquantacinquesimo passaggio Tambay cedette la sua posizione anche a Rosberg che, due giri prima, aveva passato il suo compagno di team Mansell. Il britannico impiegò pochi giri per passare, anche lui, Tambay. Al sessantaduesimo giro Alain Prost passò De Angelis che, sei giri dopo, venne sorpassato anche da Rosberg.
Negli ultimi giri Prost, che aveva meglio conservato gomme e benzina, diventò una minaccia per Johansson. Un problema alla pompa della benzina consigliò il francese a evitare attacchi. Nell'ultimo giro i tre piloti in testa vennero rallentati da De Cesaris, limitato da un guasto ai freni.
Michele Alboreto conquistò la sua quarta vittoria iridata, davanti al compagno di scuderia Stefan Johansson, al suo primo podio. Per la Scuderia Ferrari, alla novantesima vittoria nel mondiale, fu la prima doppietta dal Gran Premio d'Olanda 1983. Johansson fu il primo pilota svedese a podio, dai tempi di Ronnie Peterson nel Gran Premio d'Olanda 1978. Prost completò il podio. Il francese, così come Rosberg, si fermarono, senza benzina, poco dopo il traguardo.

### Gran Premio degli Stati Uniti d'America

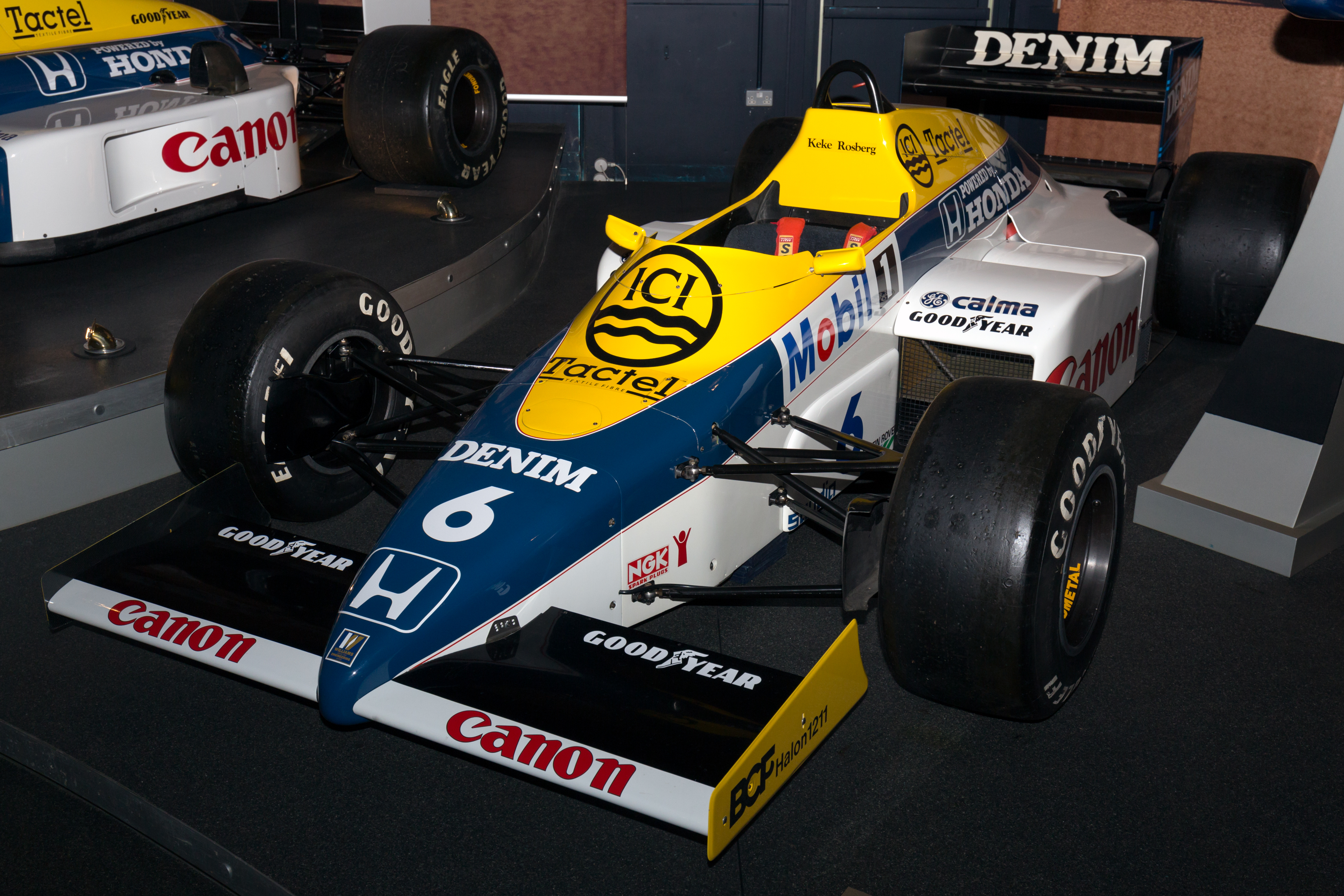
Keke Rosberg si aggiudicò la gara di Detroit con una Williams FW10, motorizzata dalla Honda. La casa giapponese tornava a vincere una gara del mondiale per la prima volta dal 1967.

Nigel Mansell scattò, al via, meglio di Ayrton Senna, e si pose al comando. Seguivano, poi, Alain Prost, Keke Rosberg, Michele Alboreto, Elio De Angelis ed Eddie Cheever. Senna riprese la vetta della gara già alla terza curva; Rosberg, sempre nel corso del primo giro, dopo aver passato Prost, passò anche Mansell, sotto il tunnel. Cheever fu subito costretto ai box, a causa di uno pneumatico spiattellato.
Prost, con dei problemi all'impianto frenante, lasciò strada ad Alboreto e De Angelis. Senna non riusciva, a causa della scelta di gomme troppo dure, a distanziare Rosberg: all'ottavo giro il brasiliano rientrò ai box ma, per un difetto di comunicazione, la Lotus gli rimontò ancora pneumatici della mescola troppo dura. Rientrò in gara quattordicesimo. Le due Williams di Rosberg e Mansell si trovarono nelle prime due posizioni, anche se il britannico si lamentava per una scelta di gomme errata, come quella effettuata da Senna al via. I due precedevano Alboreto, De Angelis, Prost, Johansson, Warwick, Piquet, Lauda e le due Tyrrell. Niki Lauda si ritirò per un problema ai freni, Nelson Piquet fu costretto ai box per un detrito che bloccava una presa d'aria, mentre Derek Warwick, anche lui penalizzato dall'impianto frenante, iniziò a cedere posizioni.
All'undicesimo giro De Angelis prese la posizione ad Alboreto. Due giri dopo Stefan Johansson, che stava rimontando, passò Prost, portandosi alle spalle di Alboreto. Al quattordicesimo giro Stefan Bellof urtò il retro della vettura del suo compagno di team, Martin Brundle, perdendo anche parte della carrozzeria, ma senza abbandonare la gara. Un giro dopo Johansson passò Alboreto, mentre Senna colpì le protezioni alla curva 3. Una fila di pneumatici finì così sul tracciato, coi commissari che impiegarono un minuto per riportare in ordine la pista. Un altro incidente coinvolse, poco dopo, Patrick Tambay, che finì in testacoda, e fu costretto all'abbandono.
Al diciassettesimo passaggio Brundle superò Prost, mentre tre giri dopo Mansell, in crisi coi freni, dovette lasciare la seconda posizione a De Angelis. Nello stesso giro, per lo stesso problema, Prost decise il ritiro, mentre Brundle passò anche Alboreto. Rosberg conduceva con 25 secondi di vantaggio su De Angelis, 36 su Mansell, quasi 37 su Johansson, oltre 43 su Brundle. Seguivano, nell'ordine, Alboreto, Bellof, Senna e Laffite. Johansson superò Mansell al ventiduesimo giro. Il britannico si fermò, due giri dopo, per cambiare gli pneumatici. Due giri dopo anche Senna effettuò una nuova sosta, la seconda. Questo volta sulla sua vettura vennero montate gomme morbide. Il brasiliano rientrò in gara senza aver perduto nessuna posizione.
La gara di Mansell terminò il giro seguente, quando perse il controllo della sua monoposto, alla terza curva, proprio nel punto in cui la fila di pneumatici a protezione era stata danneggiata da Senna. Mansell colpì il muretto, e uscì dalla vettura con una contusione a un pollice. Al ventottesimo giro De Angelis si trovò il musetto della vettura danneggiato, dopo aver colpito Gerhard Berger, nel corso di un doppiaggio. Il pilota romano rientrò ai box, per cambiare anche gli pneumatici. Nello stesso giro Alboreto ripassò Brundle.
Rosberg, dopo 30 giri, aveva un vantaggio di 38"6 su Johansson e 46"8 sull'altro ferrarista Alboreto. Brundle era ancora vicino al pilota milanese, e precedeva di 5"3 Bellof, il suo compagno alla Tyrrell. La gara per Brundle finì quando, nel corso del trentunesimo giro, si trovò, assieme ad Alboreto, a doppiare Philippe Alliot. Quest'ultimo, all'uscita del tunnel, si spostò all'interno per lasciare la traiettoria ad Alboreto, per la successiva curva a destra. Il francese, però, riprese la traiettoria ideale troppo presto, senza lasciare spazio a Brundle, che così fu costretto a tamponarlo. I danni sulla sua Tyrrell lo portarono al ritiro.
Keke Rosberg riusciva a mantenere un grosso margine su tutti gli altri piloti, ma la sua gara venne resa più difficile da un surriscaldamento dell'acqua: questo era dovuto a un foglio di carta che stava ostruendo uno dei radiatori. Senna, che con le gomme nuove era il più veloce in pista, strappò, nel frattempo, la quarta piazza a Bellof.
Al cinquantesimo giro Rosberg passò ai box, per consentire ai meccanici di pulire il detrito che lo stava mettendo in crisi. Contro le sue indicazioni la scuderia decise anche per il cambio gomme. Il finlandese riuscì, comunque, a rientrare in gara al primo posto. Due giri dopo Senna, che aveva fatto segnare da poco il giro veloce, e che si stava avvicinando pericolosamente ad Alboreto, andò lungo alla curva 3, terminando contro il muretto la sua gara.
Rosberg si trovò, di nuovo, con problemi di raffreddamento dell'acqua, a causa di un altro detrito che stava ostruendo le prese d'aria. Ciò permise a Johansson di ridurre a meno di tre secondi il distacco dal primo posto. La rimonta dello svedese non poté essere completata, per la rottura dei freni anteriori destri: Johansson, per allontanare un possibile ritiro, dovette rallentare.
Keke Rosberg vinse la sua quarta gara valida, quale prova del campionato mondiale, in carriera. Fu la prima vittoria per una vettura motorizzata Honda dal Gran Premio d'Italia 1967 (con John Surtees su vettura costruita dalla stessa casa nipponica).

### Gran Premio di Francia

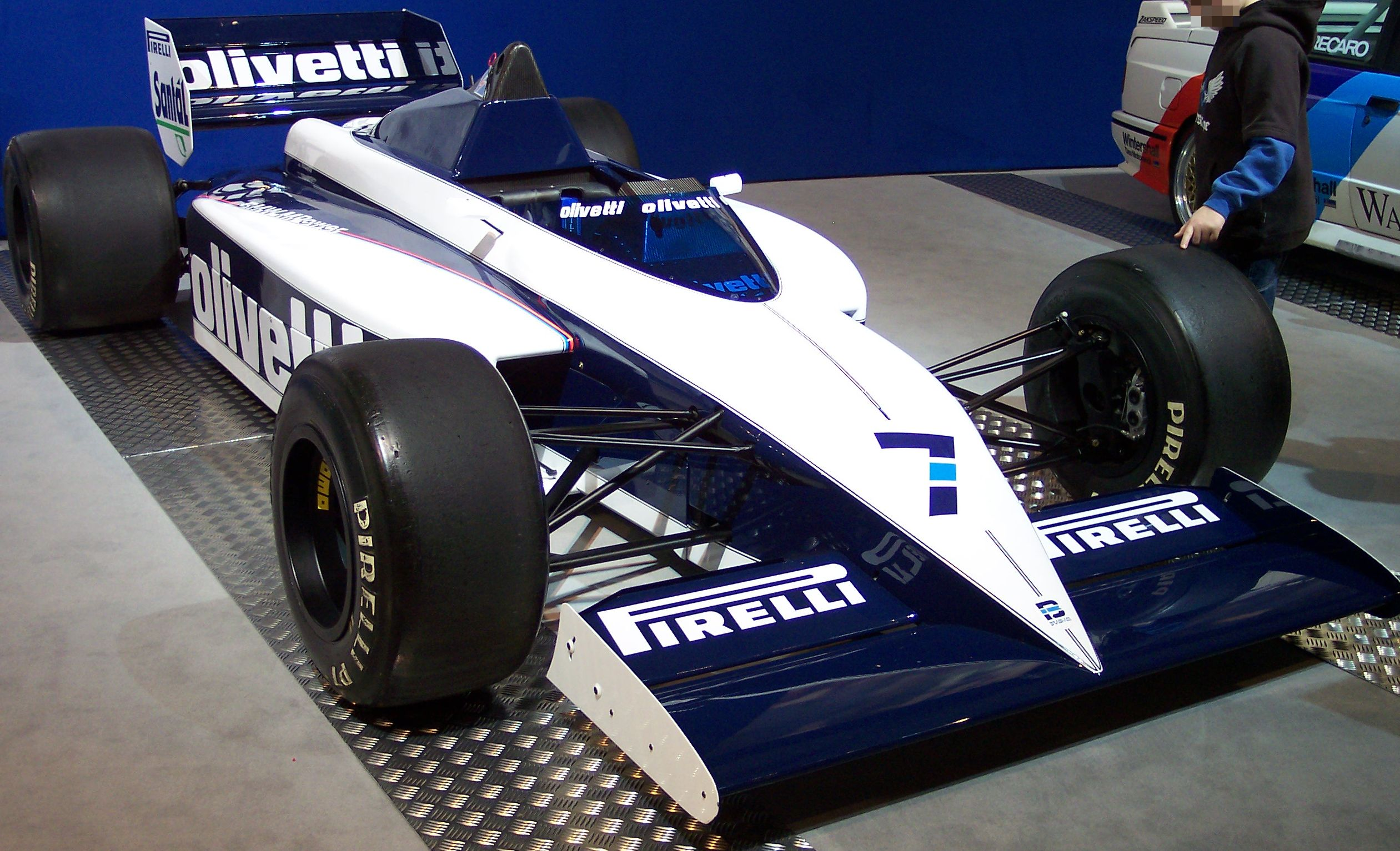
Nelson Piquet trionfò al Gran Premio di Francia su Brabham BT54. Fu l'ultimo successo in Formula 1 casa britannica, e la prima vittoria iridata di una vettura gommata dalla Pirelli dal 1957.

Ayrton Senna fu autore di una buona partenza, che però non gli permise di superare il poleman Keke Rosberg. Alain Prost partì, invece, male e si ritrovò solo settimo. Dietro a Senna si erano posti Nelson Piquet, Michele Alboreto, Elio De Angelis e Niki Lauda.
Al quinto giro si ritirarono sia Andrea De Cesaris, con un semiasse rotto, che Alboreto, che vide esplodere il motore della sua vettura alla Signes. Due giri dopo, sfruttando la competitività delle gomme Pirelli Piquet prese la posizione a Senna. Poco dopo anche Lauda scalò di una piazza, passando De Angelis.
Al decimo giro Senna fu costretto ai box col cambio bloccato in terza marcia. Il brasiliano sperò che la riparazione dei meccanici potesse consentirgli di rientrare in gara. Il giro successivo Piquet attaccò Rosberg alla Beausset con successo, portandosi al comando. Il pilota della Williams cercò il contrattacco alla curva Bendor, non fu capace di recuperare il primato. Nello stesso giro Prost passò De Angelis.
Piquet fu capace di mettere subito un certo margine tra lui e Rosberg che, dal suo canto, aveva una vettura che soffriva di mancanza di aderenza. Ciò permise alle due McLaren di avvicinarsi. Qualche giro dopo Rosberg, e il sopraggiungente Lauda, si trovarono a dovere doppiare Pierluigi Martini; il pilota della Minardi lasciò passare il primo, ma chiuse la traiettoria all'austriaco, che fu costretto a frenare bruscamente e passare sui cordoli per evitare il tamponamento. Questo permise a Prost di chiudere il margine su Lauda. Quando Martini fece passare Lauda non si avvide di Prost, che dovette fare uno scarto, anche lui, per evitare un incidente.
Dopo venti giri Piquet aveva un vantaggio di 9"5 su Rosberg che, a sua volta, aveva mezzo secondo di margine su Lauda, e un secondo pieno su Prost. De Angelis, quinto, era staccato di oltre diciassette secondi da Piquet, mentre Marc Surer, che chiudeva la zona dei punti, era a oltre 33 secondi dal suo compagno di scuderia. Un giro dopo Gerhard Berger, anche lui alle prese con il doppiaggio di Martini, finì per avere un contatto con il pilota italiano. I due piloti terminano nella via di fuga, costretti al ritiro.
Al ventinovesimo giro Senna, che era rientrato in pista, ma era lontano dalla zona dei punti, vide esplodere il suo motore alla Signes. Questo fece cadere dell'olio sulle gomme posteriori della monoposto: la vettura andò in testacoda e terminò la sua corsa contro le barriere. Il brasiliano uscì dalla sua Lotus incolume.
Due giri dopo anche Lauda dovette abbandonare la gara, per un problema al cambio, sul rettilineo della Bretelle. Nei giri successivi Prost si avvicinò ancora a Rosberg, non riuscendo a passarlo. Al trentasettesimo giro Stefan Johansson entrò in zona punti, passando Tambay. Due giri dopo Prost riuscì, infine, a passare il finlandese, alla S de la Verriere.
Prost, ora secondo, e che aveva un ritardo di 17 secondi da Piquet, era in grado di guadagnare un secondo a giro sul brasiliano. Rosberg passò ai box per un cambio degli pneumatici, scalando così quarto, alle spalle di De Angelis. Anche Surer decise per un cambio gomme: lo svizzero scese in ottava posizione. Questa scelta del compagno di team spinse Piquet a ridurre il ritmo, per conservare le sue gomme. Il margine su Prost si ridusse a 11 secondi.
Rosberg recuperò, al quarantaquattresimo giro, la posizione su De Angelis. Prost, che al cinquantesimo giro aveva ridotto a meno di 10 secondi lo svantaggio sul primo, si vide limitato da un malfunzionamento del motore. A ogni rallentamento il motore perdeva potenza; questo costringeva il francese a tenere l'acceleratore aperto, anche in frenata e al momento del cambio delle marce. Questo problema, oltre a togliere al transalpino qualsiasi possibilità di vittoria, permise a Rosberg di ritornare vicino, tanto da strappargli la seconda posizione, all'ultimo giro, sul rettilineo del Mistral. Pochi secondi dopo anche De Angelis si vide passare, da Johansson, alla Signes, per il quarto posto. Sulla Lotus del pilota romano si era verificata una perdita di sovralimentazione del turbo.
Nelson Piquet si aggiudicò la gara; fu la prima vittoria della stagione per lui e per la Brabham. Per la scuderia britannica fu il trentacinquesimo, e ultimo successo, in una gara valida quale prova del mondiale (oltre che il centoventesimo podio). Fu anche la prima vittoria per una vettura gommata dalla Pirelli dal Gran Premio d'Italia 1957 (Stirling Moss su Vanwall). Rosberg conquistò, per la prima volta in carriera, un giro veloce in gara.

### Gran Premio di Gran Bretagna
Allo spegnimento dei semafori Ayrton Senna infilò subito Nelson Piquet e, alla Copse, passò anche Keke Rosberg, ponendosi al comando della gara. Anche Prost e Mansell riuscirono a prendere la posizione a Piquet, portandosi alla spalle di Rosberg. Sempre alla Copse, Patrick Tambay, in uscita di pista, tamponò Stefan Johansson, col francese che perse la gomma anteriore destra. Questa, rientrata in pista, portò grande scompiglio: Philippe Alliot, per evitarla, colpì la vettura di Piercarlo Ghinzani. Di questi piloti, coinvolti nell'incidente, l'unico capace di proseguire fu Johansson. La vettura dello svedese, però, col radiatore dell'olio danneggiato, spandeva olio sulla pista.
Alla Stowe Rosberg tentò, senza riuscirvi, di ripassare Senna; nello stesso punto ebbe miglior sorte Mansell, che prese la posizione a Prost. Il giro successivo il transalpino tentò di recuperare la posizione, attaccando alla Woodcote, finendo però su una chiazza d'olio lasciata da Johansson: Prost fu capace di controllare la sua vettura, e di proseguire il gran premio, pur cedendo la quarta posizione a De Cesaris. Nello stesso giro De Angelis passò Michele Alboreto, salendo settimo.
De Cesaris, con un ottimo ritmo, prese la terza posizione a Mansell, già al quinto giro, anche se il duo di testa Senna-Rosberg riusciva a scavare, in pochi giri, un margine di dieci secondi dal pilota della Ligier. Il britannico venne passato, poco dopo, anche da Alain Prost. All'ottavo giro Piquet venne sorpassato da De Angelis e, un giro dopo, De Cesaris dovette soccombere al sorpasso del rimontante Prost.
La gara di De Angelis, almeno per le prime posizioni, s'interruppe, al tredicesimo giro, per un problema al motore. Il pilota della Lotus rientrò ai box, con la speranza che i tecnici della Lotus potessero risolvere il guasto. Al sedicesimo giro Prost superò Rosberg: il finlandese aveva, da qualche tornata, rallentato, nella speranza di gestire al meglio gli pneumatici.
Dopo 17 giri Senna precedeva Prost di 9 secondi e mezzo, e di 10 e mezzo Rosberg. Più staccato, a oltre venti secondi, c'era De Cesaris. Mansell, quarto, nello stesso giro si ritirò, con la frizione fuori uso. Alle spalle del pilota romano si trovò così Niki Lauda che, al ventunesimo giro, gli prese la posizione. Nel giro successivo si ritirò anche la Williams superstite, quella di Rosberg. Il motore esplose al passaggio alla Copse, a causa dell'aria entrata in un collettore che portava i gas di scarico al turbo.
Dopo questi ritiri la classifica vedeva, alle spalle di Senna e Prost, Lauda, poi De Cesaris, Piquet, Alboreto, Derek Warwick e Jacques Laffite. Piquet, che aveva problemi con il computer che doveva indicargli il consumo di carburante, ridusse il ritmo, e si fece passare da Alboreto. Prost si avvicinò a Senna, penalizzato al momento del doppiaggio di Warwick e Laffite, dalla lotta fra i due, in cui prevalse il francese.
Nei giri seguenti Senna riuscì a stabilizzare il vantaggio su Prost a circa un secondo. La gara vedeva molti piloti si trovavano nella difficoltà di gestire il consumo del carburante, per poter arrivare fino a fine gran premio. Al quarantunesimo giro Senna doppiò Alboreto e, viste le difficoltà di Prost a compiere la stessa manovra su Piquet, ampliò un poco il suo vantaggio. Nel frattempo, dopo mezz'ora di lavoro, i meccanici della Lotus rimandarono in gara De Angelis. Al quarantaduesimo giro la frizione tradì De Cesaris, costringendolo all'abbandono.
La lotta fra i primi due proseguì a colpi di giri veloci, con entrambi i piloti che giocavano con la sovralimentazione del turbo per acquisire maggiore potenza. Senna era comunque riuscito ad ampliare a 3 secondi il margine sul francese. La gara del brasiliano, negli ultimi giri, venne penalizzata però da problemi di consumi, che lo costrinsero ad abbassare il ritmo. Al cinquantottesimo passaggio Prost si assicurò la prima posizione, passando il brasiliano alla Becketts. Nello stesso giro Laffite superava Piquet.
Al cinquantanovesimo giro i duellanti per il primo posto arrivarono alla Chapel, dove trovarono Niki Lauda. L'austriaco, all'arrivo dei due, fu costretto al ritiro per un problema elettrico. La manovra penalizzò, involontariamente, proprio il compagno di team. Senna prese l'aspirazione della monoposto di Prost, per poi passarlo alla Stowe. Un primo tentativo di controsorpasso, alla Woodcote, venne meno, per la presenza della vettura di Marc Surer.
La gara si decise al sessantesimo giro. La panne del motore di Senna (dovuto a un problema elettrico che faceva funzionare una sola bancata) permise a Prost di riprendere il primo posto e costrinse il paulista ad abbandonare. Nel suo propulsore la rottura di un sensore provocò il malfunzionamento dell'iniezione, portando alla mancanza di carburante.
L'ultimo colpo di scena avvenne quando la direzione di gara mostrò ai piloti la bandiera a scacchi, un giro prima del limite. La gara perciò si concluse al sessantacinquesimo giro, con Alain Prost vincitore, con un giro di vantaggio su Alboreto e Laffite, che completarono il podio. Prost vinse alla media di 235,425 km/h, la più alta dal Gran Premio d'Italia 1971.

### Gran Premio di Germania
Al via, Fabi scattò lentamente dalla pole position, venendo sfilato da varie vetture. Già durante il giro di ricognizione l'italiano aveva lamentato alcuni problemi al motore, che ne avrebbero poi influenzato l'intera prestazione. Stefan Johansson si trovò, brevemente al comando, prima che Ayrton Senna e Keke Rosberg si trovassero davanti, già alla prima curva. Alla prima frenata Michele Alboreto ebbe un contatto, proprio con il compagno di squadra Stefan Johansson, che danneggiò lo pneumatico posteriore destro dello svedese; Johansson dovette rientrare ai box, vedendo la sua corsa già compromessa.
Dopo poche curve, poco prima della chicane, Rosberg prese la testa della gara, seguito da Senna, Alboreto, Elio De Angelis, Alain Prost e Nelson Piquet. Nelle retrovie, invece, Andrea De Cesaris veniva costretto al ritiro dopo essere stato toccato dal compagno Jacques Laffite. Al terzo giro Nigel Mansell entrò nella zona dei punti, passando Piquet.
Nei primi giri Rosberg e Senna staccarono leggermente il resto del gruppo. Al decimo giro il duo di testa era riuscito a portare a oltre sette secondi il vantaggio nei confronti un terzetto di piloti, formato da Alboreto, De Angelis e Prost, che erano in lotta, e molto vicini tra loro. Al nono giro, nel frattempo, era terminata la gara di François Hesnault, sulla cui vettura era stata montata una telecamera.

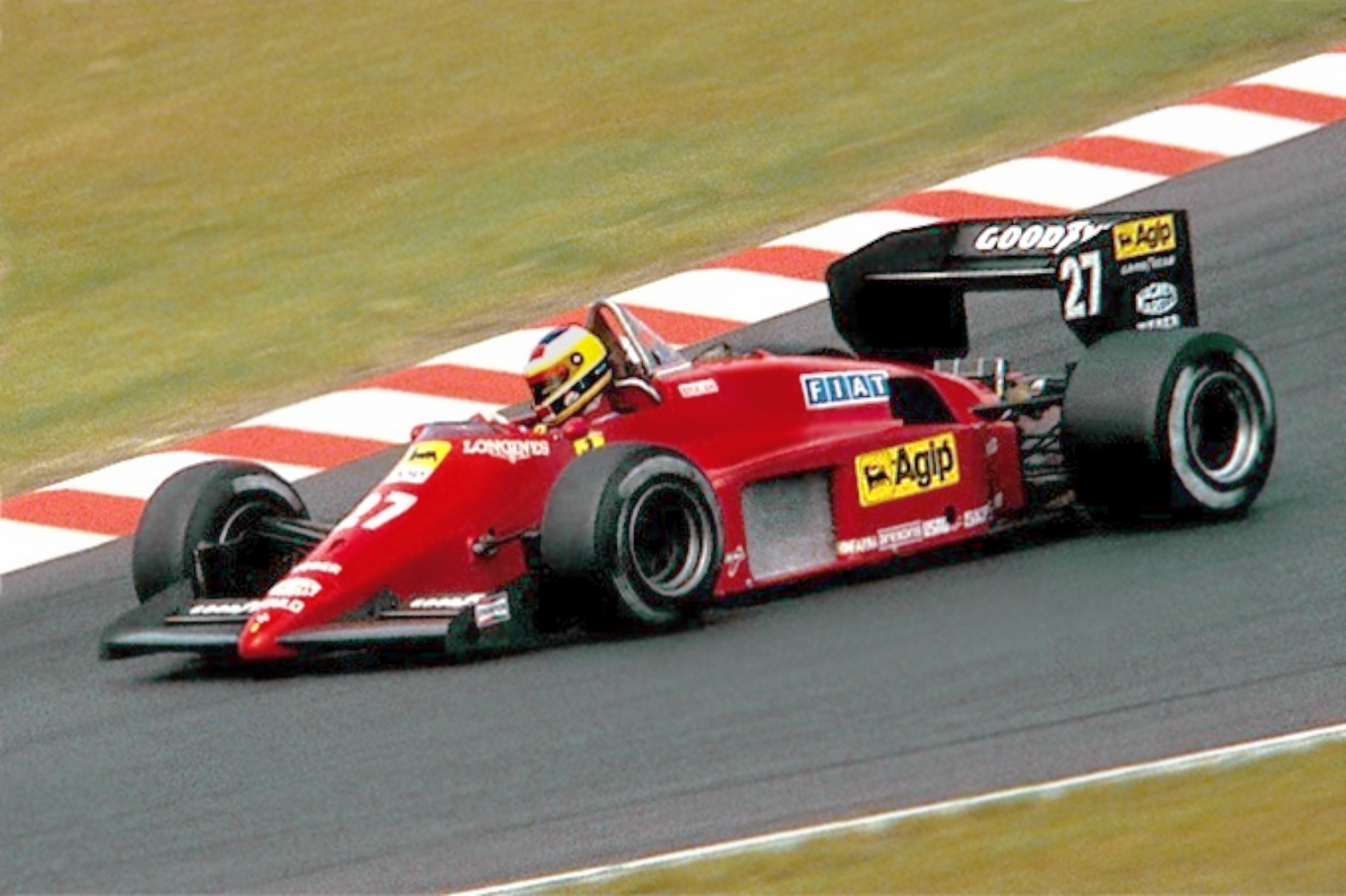
Michele Alboreto ottenne al Nürburgring la sua quinta, e ultima, vittoria in carriera nel mondiale di Formula 1

Rosberg, a causa di un'errata scelta di gomme, cominciò a soffrire di un'usura maggiore, rispetto agli avversari, sugli pneumatici posteriori e, al sedicesimo giro, venne sopravanzato, da Senna, alla Dunlop. Un altro pilota che scontava dei problemi era Prost che, a causa di un motore non performante (dovuto alla rottura di una tubazione tra il turbo e uno scambiatore), era costretto a moderare il suo ritmo.
Al ventiquattresimo giro Piquet fermò la sua Brabham davanti ai box, col motore fumante. Sulla vettura si verificò anche un principio d'incendio, che lo stesso pilota brasiliano contribuì a spegnere.
Le posizioni di testa rimasero inalterate fino al ventisettesimo giro, quando Senna venne costretto al ritiro, per un problema a un giunto della trasmissione. Ciò permise a Rosberg di riprendere la vetta della gara, con un margine di 4 secondi sugli inseguitori. Due giri dopo si ritirò anche Fabi. Niki Lauda entrò nella zona dei punti ma, pochi giri dopo, fu costretto a una sosta ai box per sistemare uno pneumatico che sembrava non bene fissato.
Al trentanovesimo passaggio fu il turno di Laffite di entrare nei punti, avendo passato, dopo lungo duello, Thierry Boutsen. Due giri dopo terminò la gara per De Angelis, anche lui col motore fuori uso.
Il vantaggio di Rosberg, in difficoltà nella gestione degli pneumatici, nei confronti di Alboreto e Prost si riduceva di giro in giro. Al quarantacinquesimo giro Alboreto, pressato da Prost, attaccò, senza successo, Rosberg. Anche Prost tentò, senza riuscire, di sfruttare la situazione, per prendere la posizione al pilota milanese. Un errore di Rosberg permise ad Alboreto di avvicinarsi tanto che, all'ultima curva della pista, il ferrarista prese il comando della gara. La manovra di Alboreto costrinse Rosberg a girare largo, e ciò dette via libera anche a Prost. Il finlandese, già in pochi giri, si trovò a oltre 9 secondi da Alboreto.
Boutsen, sesto, si fermò, al cinquantaquattresimo giro, per il cambio delle gomme, rientrando in gara nono. Tre giri dopo dovette passare ai box, per un cambio degli pneumatici anche Rosberg, che aveva anche problemi all'impianto frenante. Il pilota della Williams ripartì quinto. Laffite si ritrovò, così, in terza posizione, dopo aver effettuato un sorpasso su Mansell.
La lotta tra i due alfieri di Ferrari e McLaren si risolse al cinquantottesimo giro, quando Prost andò in testacoda, probabilmente a causa di una resa dei freni ormai non più ottimale, dopo aver tentato un sorpasso su Alboreto. Nello stesso giro proseguì la lotta per il podio tra Mansell e Laffite, col britannico ancora capace di riprendere la posizione. I due si scambiarono la posizione nei due giri seguenti: prima il pilota della Ligier tornò terzo, passando Mansell sulla linea dei box, poi fu Mansell che si riprese la posizione.
Alboreto ampliò rapidamente il vantaggio su Prost che, già al sessantunesimo giro, era oltre i 20 secondi. Lauda, doppiato da Alboreto, sfruttò il doppiaggio di quest'ultimo sul compagno di scuderia Johansson, per superare lo svedese, e prendere la sesta posizione. Lo svedese era penalizzato da un problema ai freni, che lo costrinse a cedere la settima posizione a Gerhard Berger.
La lotta fra Mansell e Laffite per l'ultimo gradino del podio si risolse a favore di quest'ultimo, grazie anche alla perdita di potenza del motore della Williams di Mansell.
Mansell, che aveva anche l'impianto frenante ormai compromesso, negli ultimi giri cedette anche a Thierry Boutsen e Niki Lauda, concludendo sesto.
Alboreto conquistò quindi la sua quinta, e ultima, vittoria in carriera nel mondiale di Formula 1, rafforzando la sua leadership in campionato e riportando a cinque le lunghezze di vantaggio su Prost, secondo. Quella di Alboreto rappresenta l'ultima vittoria nel mondiale di Formula 1 di un pilota italiano su vettura italiana.

### Gran Premio d'Austria
Alla partenza Alain Prost venne infilato da Niki Lauda, già alla prima curva. Dietro si verificò molta confusione: Mansell partì piano, per un problema al motore, mentre Teo Fabi rimase fermo sulla griglia. Anche Elio De Angelis partì male, a causa di un motore sporco. Patrick Tambay s'infilò tra i due piloti italiani, come, invece, non ci riuscì Alboreto, che colpì le vetture, perdendo la sospensione anteriore. Da dietro arrivò Gerhard Berger, che tamponò sia la Toleman che la Lotus. A seguito dell'incidente la direzione di gara espose la bandiera rossa, che interruppe la gara, ripresa poi sulla distanza originaria. L'unico che non riuscì a prendere il via alla seconda partenza fu Piercarlo Ghinzani, non coinvolto nell'incidente, ma che, nel primo giro, aveva mandato fuori giri il motore. De Angelis, Fabi, Alboreto e Berger passarono a utilizzare il muletto, così come Prost che, sulla vettura titolare, soffriva di un surriscaldamento.
Alla seconda partenza Prost mantenne il comando, mentre Nigel Mansell fu nuovamente autore di una partenza cattiva, con Keke Rosberg che gli prese la seconda posizione, passando vicino al muretto. Alle spalle del finlandese si piazzarono Lauda, Piquet, De Angelis e lo stesso Mansell.
La gara di Rosberg terminò presto, al quarto giro, per una perdita della pressione dell'olio. Le due McLaren imposero un ritmo impossibile per gli avversari: già al decimo giro Prost aveva 24"5 di vantaggio sul terzo, Nelson Piquet. Nel frattempo Fabi era entrato in zona punti, passando Tambay, che, al nono giro, si fermò ai box per cambiare gli pneumatici, a causa di una foratura.
Al quattordicesimo giro Andrea De Cesaris fu autore di un'uscita di pista alla Texaco: la sua Ligier terminò contro un avvallamento del terreno, effettuando delle giravolte. Il pilota uscì indenne dalla vettura. Nei giri successivi, per un propulsore poco performante, Fabi perse diverse posizioni.
Al diciottesimo passaggio Nigel Mansell prese la quarta posizione a De Angelis. Il pilota romano cedette, cinque giri dopo, la posizione a Senna. Prost si accorse che le regolazioni del muletto portavano a un consumo eccessivo delle gomme. Ciò consentì a Lauda di ridurre a due secondi la distanza dal leader della gara.
La rimonta di Mansell proseguì al venticinquesimo giro, quando ebbe la meglio su Piquet. Nel giro successivo Prost passò ai box, per cambiare gli pneumatici, ormai consumati. Dopo 11 secondi il francese tornò in gara, secondo, alle spalle del solo Lauda. Nello stesso giro anche Nelson Piquet passò ai box, ma per ritirarsi, a causa di una mancanza di pressione della sovralimentazione; poco dopo abbandonò anche Mansell, col motore esploso. La classifica vedeva, alle spalle del duo McLaren, Senna, Elio de Angelis, Michele Alboreto, Stefan Johansson e Marc Surer.
De Angelis effettuò il suo cambio gomme, al trentunesimo giro. Il pilota della Lotus rientrò in gara alle spalle delle due Ferrari.
Lauda aveva un vantaggio di quasi trenta secondi su Prost che, però, con gomme nuove, riusciva a ridurre il margine sul compagno di team, di giro in giro. Negli stessi giri anche Johansson tentò, senza successo, di passare Alboreto.
Il cambio in vetta avvenne al quarantesimo giro, quando il motore della vettura di Lauda esplode alla Rindt. Prost si ritrovò al comando, con oltre 42 secondi di vantaggio su Senna (con una vettura penalizzata da forti vibrazioni) e oltre 55 su Alboreto.
Al quarantottesimo giro esplose un altro propulsore, quello della Renault di Patrick Tambay. Alla curva Sebring il francese scivolò sull'olio perso dalla sua stessa monoposto, effettuando poi dei testacoda.
Prost concluse la gara vittorioso, per la ventesima volta nel mondiale di Formula 1. Completarono il podio Ayrton Senna, che negli ultimi giri scontava un aumento delle temperature del motore, e Michele Alboreto. Prost e Alboreto si ritrovarono appaiati in cima alla classifica dei piloti.

### Gran Premio d'Olanda

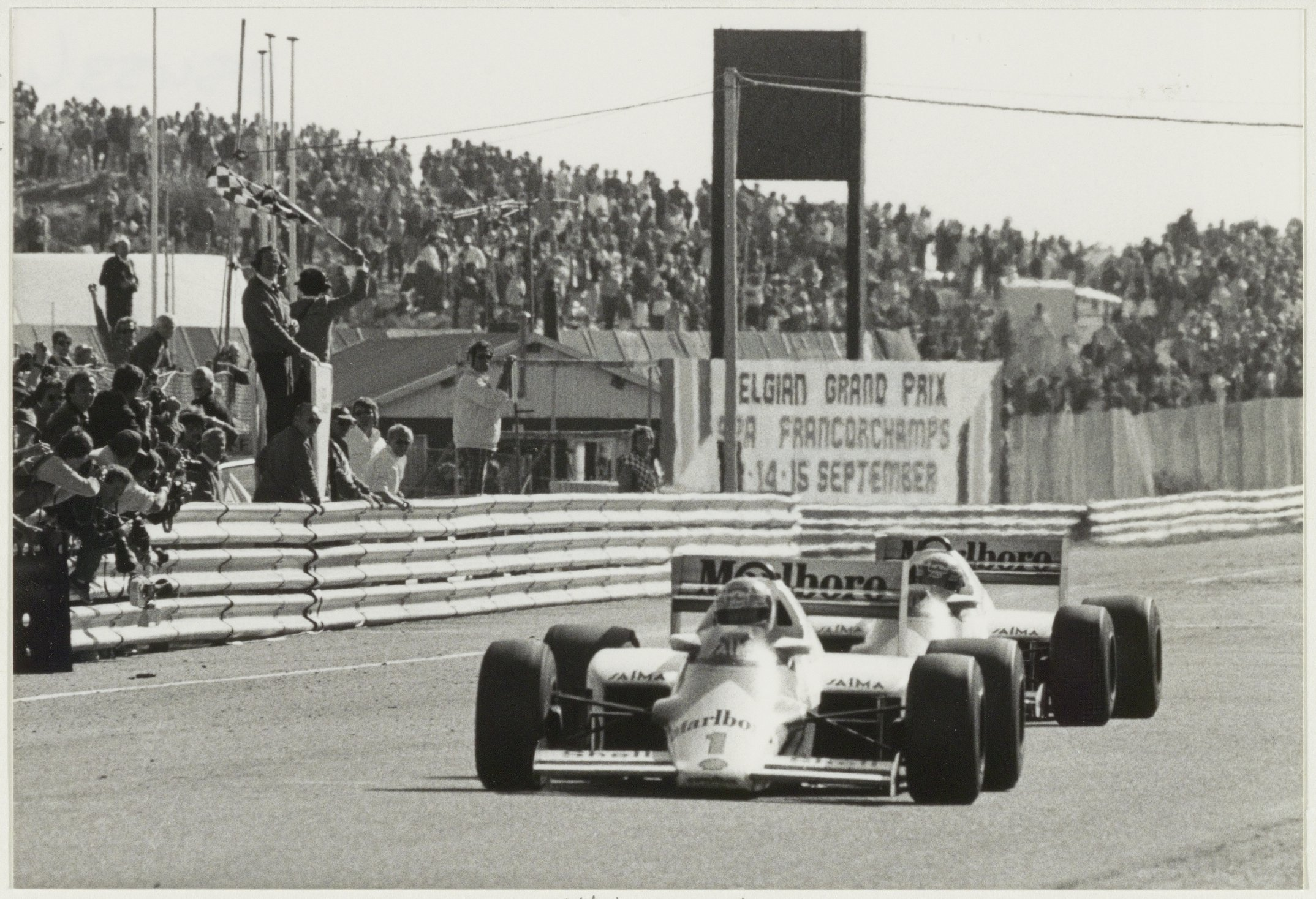
Niki Lauda taglia vittorioso il traguardo del Gran Premio d'Olanda, giusto davanti al suo compagno di team, Alain Prost. Per l'austriaco fu l'ultima vittoria nel campionato mondiale di Formula 1.

Nelson Piquet e Thierry Boutsen rimasero fermi in griglia. Gli altri piloti riuscirono a evitare il contatto, e la gara proseguì regolarmente. Alla prima curva Keke Rosberg si trovò al comando, davanti a Ayrton Senna, Alain Prost e Teo Fabi. Alle spalle del pilota italiano si piazzò Niki Lauda, partito dalla decima posizione.
Fabi, già nel primo giro, passò Prost. Sia Boutsen che Piquet riuscirono a prendere il via; il brasiliano venne aiutato anche dai commissari, dopo essere rimasto fermo per circa un minuto in griglia. Al secondo giro Prost riprese la terza posizione a Fabi. Pierluigi Martini uscì di pista, a grossa velocità, a una delle chicane. La monoposto venne distrutta, ma il pilota risultò indenne. Nello stesso giro abbandonarono entrambe le Alfa Romeo, per un guasto al turbo.
Al quinto passaggio Fabi dovette cedere la quarta posizione a Lauda, mentre, dalle retrovie, risalì Michele Alboreto, che passò Marc Surer, ponendosi al nono posto. Anche Patrick Tambay, partito dai box, era in grossa rimonta, tanto da essere tredicesimo, dopo 10 giri. Rosberg si trovò, al decimo giro, con 2 secondi e mezzo di margine su Senna, sempre più pressato da Prost. Lauda si trovava più staccato, a più di 5 secondi dalla testa della gara. Quinto era Fabi, in lotta con Mansell, Warwick e De Angelis.
Le due McLaren passarono Senna al quattordicesimo giro, e si avvicinarono al leader di gara, Rosberg. Al diciottesimo giro Elio De Angelis fu costretto ai box, per una foratura allo pneumatico anteriore sinistro. Ripartì quattordicesimo.
Senna attaccò Lauda, senza successo, mentre Fabi si accorse, in una staccata, di un problema a una gomma posteriore, che sembrava non ben fissata. Il pilota della Toleman dovette riguadagnare i box, per controllarla.
La gara di Rosberg terminò nel corso del ventesimo giro, quando il motore della sua Williams esplose. Passò al comando Prost, che trovava, alle sue spalle, non più Lauda, passato al cambio gomme, ma Senna. Dietro al pilota della Lotus si trovava Derek Warwick, che precedeva l'altra Renault, quella di Tambay, che aveva appena sorpassato Nigel Mansell. Seguivano Alboreto e Surer.
La gara di Tambay terminò al ventitreesimo giro, tradito da un guasto alla trasmissione. Nello stesso passaggio Alboreto ebbe la meglio su Mansell, ponendosi al quarto posto. Il britannico attese ancora un giro, per fermarsi ai box, e cambiare le gomme. Senna attese, invece, il ventisettesimo giro, per passare alle gomme morbide. Senna ripartì sesto, giusto davanti a Lauda. L'austriaco, sfruttando le gomme più calde, passò Senna all'esterno della Tarzan. Nello stesso momento Alboreto, passando Warwick, si ritrovò secondo. Il giro dopo anche Warwick dovette abbandonare il gran premio, per un problema al cambio. Nello stesso giro Lauda prese la posizione a Surer.
Dopo 31 giri Prost comandava, con 24"7 di margine, su Alboreto, e di quasi 29 su Lauda; seguiva, poi, Senna, che aveva appena passato, anche lui, Marc Surer. Alboreto si fermò, per cambiare gli pneumatici, al giro successivo. Ripartì settimo, anche se, nel giro seguente, dovette cedere la posizione a Mansell. Poco dopo passò ai box anche Prost: il lungo stop, 18 secondi per il cambio gomme, gli costò la testa della gara: il francese rientrò in gara anche alle spalle di Senna, terzo.
Al trentasettesimo giro Surer, penalizzato da un problema di sovralimentazione del turbo, cedette la quarta posizione a De Angelis. Tre giri dopo lo svizzero dovette lasciare strada anche ad Alboreto. Nigel Mansell fu, nel frattempo, costretto a una seconda sosta, per cambiare gli pneumatici.
De Angelis cedette, al quarantacinquesimo giro, il quarto posto ad Alboreto. Dopo alcuni giri di pressione su Senna, Prost lo passò sulla retta di partenza, dopo aver preso la sua scia all'ultima curva. Sempre al quarantottesimo giro Mansell, passando Surer, rientrò nella zona punti.
Lauda, a venti giri dal termine, aveva un vantaggio di oltre otto secondi su Prost, 14 su Senna (su cui si era sdoppiato Mansell), quasi 39 su Alboreto e 44 su De Angelis. Prost, nel tentativo di riprendere il suo compagno di scuderia, aumentò la pressione del turbo della sua vettura. Il francese ridusse a 5 secondi il distacco al cinquantaquattresimo giro, e a meno di 3 al sessantesimo.
Prost sfruttò, per avvicinarsi ancora, le difficoltà di doppiaggio di Lauda, su Piquet e De Angelis. Il francese cercò di passare Lauda, al sessantottesimo giro, alla chicane Marlboro, ma l'austriaco si dimostrò deciso nella sua difesa. Anche Alboreto, nel giro finale, cercò di passare Senna, arrivando anche a tamponarlo leggermente, ma senza riuscire a salire sul podio.
Niki Lauda conquistò la sua venticinquesima, e ultima, vittoria nel campionato mondiale di Formula 1. Completarono il podio Alain Prost (per la prima doppietta McLaren della stagione) e Ayrton Senna. Lauda agganciò, per numero di vittore Jim Clark, al secondo posto della classifica assoluta, alle spalle del solo Jackie Stewart, che ne aveva 27. Per l'austriaco fu anche il suo cinquantaquattresimo, e ultimo, podio. Quello di Senna fu il centocinquantesimo podio per una vettura Lotus.

### Gran Premio d'Italia
Ayrton Senna non poté resistere all'attacco di Keke Rosberg, alla prima chicane, pur cercando di difendersi, mettendo anche due ruote sulla ghiaia a bordo pista. Seguivano Nigel Mansell, Alain Prost e i due piloti di casa, Elio De Angelis e Michele Alboreto. La gara di Senna fu, almeno nei primi giri, deludente: già alla Curva Grande dovette cedere il passo a Mansell, mentre al terzo giro il brasiliano fu passato anche da Prost.

Alain Prost premiato dall'allora Presidente del Consiglio italiano Bettino Craxi, per la vittoria del Gran Premio d'Italia

Nel giro successivo Mansell, in panne col motore, venne sfilato da tutto il plotone. Il britannico andò ai box, per far sostituire la centralina elettronica. Al quinto passaggio anche De Angelis ebbe la meglio su Senna. Due giri dopo Alboreto, che aveva scelto una mescola degli pneumatici troppo dura, venne sorpassato da Nelson Piquet.
Dopo dieci tornate Rosberg aveva un vantaggio di 8"8 su Prost, 17"6 su De Angelis, 18"8 su Senna e 21"8 su Piquet. Alle spalle del pilota della Brabham Alboreto dovette cedere la posizione al rimontante Niki Lauda. All'undicesimo giro passò ai box Piquet, per il cambio gomme. Rientrò in gara undicesimo.
Tra il quindicesimo e diciassettesimo giro Lauda passò le due Lotus. Prima fu il turno di Senna, poi di De Angelis, che cercò di resistere all'austriaco alla Parabolica, ma senza successo. La rincorsa del campione del mondo s'interruppe al ventiseiesimo giro: l'alettone anteriore si abbassò improvvisamente; ciò costrinse Lauda ai box, per la riparazione e per il cambio degli pneumatici. Il giro successivo anche Alboreto optò per il cambio gomme. Il milanese rientrò in gara ottavo.
Il cambio al comando del gran premio avvenne al ventottesimo giro, in occasione del pit stop di Rosberg. Il finlandese, dopo il cambio delle gomme, tornò in pista secondo, alle spalle del solo Prost. De Angelis, per un errore di indicazione del computer della sua monoposto, rallentò il ritmo, convinto di aver consumato troppo carburante: ciò permise il sorpasso ai suoi danni, da parte di Senna, che ora si trovava terzo.
Prost godeva di un margine di quasi 14 secondi su Rosberg, che però era il pilota più veloce in pista, tanto da recuperare quasi due secondi a giro. Alle loro spalle vi era Senna, staccato di oltre 45 secondi, davanti a De Angelis, Stefan Johansson e Marc Surer. Lo svizzero venne passato, al trentaduesimo giro, dal compagno di scuderia Piquet. Il brasiliano proseguì la sua avanzata passando anche Johansson, due giri dopo. Nello stesso giro ci fu anche il ritiro per Lauda.
Al trentasettesimo giro si fermò ai box Johansson. Il giro dopo Piquet passò anche De Angelis, che venne superato anche da Surer. Al quarantesimo passaggio si consumò il sorpasso di Rosberg ai danni di Prost, sul rettilineo d'arrivo. Poco dopo, dopo aver preso l'aspirazione alla Parabolica, Piquet superò Senna, per la terza posizione.
Rosberg ampliò fino a sette secondi il vantaggio su Prost, prima che, al quarantacinquesimo giro, il suo motore lo tradì (la causa fu il cedimento di una guarnizione della testata, che fece perdere il liquido di raffreddamento del motore), costringendolo a rientrare ai box per abbandonare la gara. Nel frattempo De Angelis aveva ceduto la posizione ad Alboreto.
Prost si ritrovò al comando, con oltre un minuto di margine su Piquet. Alle spalle di Piquet si trovava Senna, minacciato da Surer. Alboreto si ritirò, sempre per un guasto al motore, al quarantaseiesimo giro, mentre all'ultimo giro, l'altro ferrarista, Johansson, che era in zona punti, si fermò, per la mancanza di carburante.
Alain Prost si aggiudicò il suo ventunesimo gran premio. Completarono il podio i due brasiliani Piquet e Senna.

### Gran Premio del Belgio
Senna fu autore di un'ottima partenza, che gli consentì di passare subito Alain Prost. Anche Nelson Piquet passò il francese ma, giunto al tornante della Source, mise due ruote sul cordolo, andò in testacoda, e venne sfilato dal gruppo senza che, fortunatamente, nessun pilota lo colpisse. Ayrton Senna conduceva davanti Prost, Alboreto e Mansell. Nel primo giro, a Pouhon, Mansell scavalcò Alboreto. Il ferrarista, penalizzato da un problema alla frizione, venne sfilato da molti altri piloti. Poco dopo decise di abbandonare la gara.
La pista era ancora umida, ma Keke Rosberg, al terzo giro, tentò il passaggio alle gomme slick. Al quarto giro, sul lungo rettifilo del Kemmel, Mansell passò anche Prost. Nel frattempo la pista stava iniziando ad asciugarsi, tanto che molti piloti, vedendo che il più veloce in pista era proprio Rosberg, optarono per il passaggio alle gomme da asciutto.
All'ottavo giro, dopo un testacoda provocato da un problema al motore, fu costretto all'abbandono anche l'altro pilota della Scuderia Ferrari, Stefan Johansson. Nel giro successivo i primi della classifica (Senna, Mansell e Prost) effettuarono la loro sosta, per il cambio degli pneumatici. Ciò portò davanti Elio de Angelis e Thierry Boutsen. Mansell ripartì primo dai box, davanti a Senna, ma il brasiliano, favorito da gomme Goodyear preriscaldate, ritornò davanti, all'Eau Rouge. Alla fine del giro anche Boutsen andò ai box per montare gomme slick. Nel decimo giro sia Senna che Mansell passarono de Angelis, riportandosi in prima e seconda posizione.
Alle spalle dei primi tre era risalito Rosberg, seguito da Prost, Gerhard Berger e Boutsen. Mansell, all'undicesimo giro, andò in testacoda, ma potendo ripartire, senza aver perso posizioni. Nello stesso giro effettuò la sosta anche de Angelis. Un giro dopo toccò a Berger.
Dopo 15 giri Senna comandava con 9"4 su Mansell, 15"8 su Rosberg, 16"2 su Prost e oltre 48 su Boutsen. Qualche minuto dopo un forte temporale si abbatté nella zona dei box e alle Combes. Ciò costrinse i piloti ad alzare il ritmo di circa dieci secondi a giro. Il temporale, comunque, cessò rapidamente.
Patrick Tambay, che era sesto, si ritirò al venticinquesimo giro, per un guasto al cambio. Nei giri successivi si infiammò il duello tra le due Williams, con Rosberg che attaccò Mansell, su una pista che rendeva difficile il sorpasso, per la presenza di umido al di fuori della traiettoria ideale.
La sfida tra i due s'interruppe al trentatreesimo giro. Rosberg fu costretto ai box per un guasto alla presa d'aria del freno anteriore sinistro. Pochi metri dopo, a Combes, Mansell andò diritto in curva, saltò su un cordolo, passò sulla parte in erba, e rientrò in pista, incolume. Anche Rosberg, dopo una veloce riparazione, rientrò in gara, quarto, alle spalle di Prost.
La pista si asciugò di nuovo, grazie al ritorno del sole. Senna guidava con ampio margine su Mansell, anche se il motore della sua Lotus non era perfettamente funzionante. Anche Boutsen, quinto, era penalizzato da un guasto tecnico, nel suo caso al cambio. Al trentanovesimo giro il belga venne passato sia da Derek Warwick che da Piquet. Il brasiliano della Brabham, nel giro successivo prese la posizione a Warwick. A pochi giri dalla fine Boutsen fu costretto al ritiro.
Senna colse il suo secondo successo nel mondiale. A termine del gran premio il pilota della Lotus effettuò il giro d'onore, non previsto dal protocollo della gara belga. Completarono il podio Mansell (primo podio stagionale per l'inglese) e Prost, al settimo podio in sequenza.

### Gran Premio d'Europa
Al via Ayrton Senna mantenne il comando, mentre Keke Rosberg, dopo un'esitazione iniziale, ebbe la meglio su Nelson Piquet, conquistando la terza posizione, alle spalle di Nigel Mansell. Il rallentamento del finlandese costrinse Alain Prost a mettere due ruote sul prato, scivolando in quattordicesima posizione. Mansell tentò, senza successo, di passare in vetta alla Paddock Bend. Poco dopo il britannico subì l'attacco di Rosberg: dopo essere andato in sottosterzo, mise due gomme nella polvere, e fu passato anche da Piquet.
Nel corso del settimo passaggio Rosberg provò a sopravanzare Senna alla curva Surtees, ma il brasiliano chiuse la traiettoria. Il finlandese andò in testacoda, non permettendo così al vicino Piquet di evitare il contatto. Piquet ruppe l'alettone anteriore e la sospensione sinistra, costringendo al ritiro. Piquet rimase in traiettoria, e venne evitato da John Watson. Rosberg riuscì a proseguire, pur con una gomma bucata.

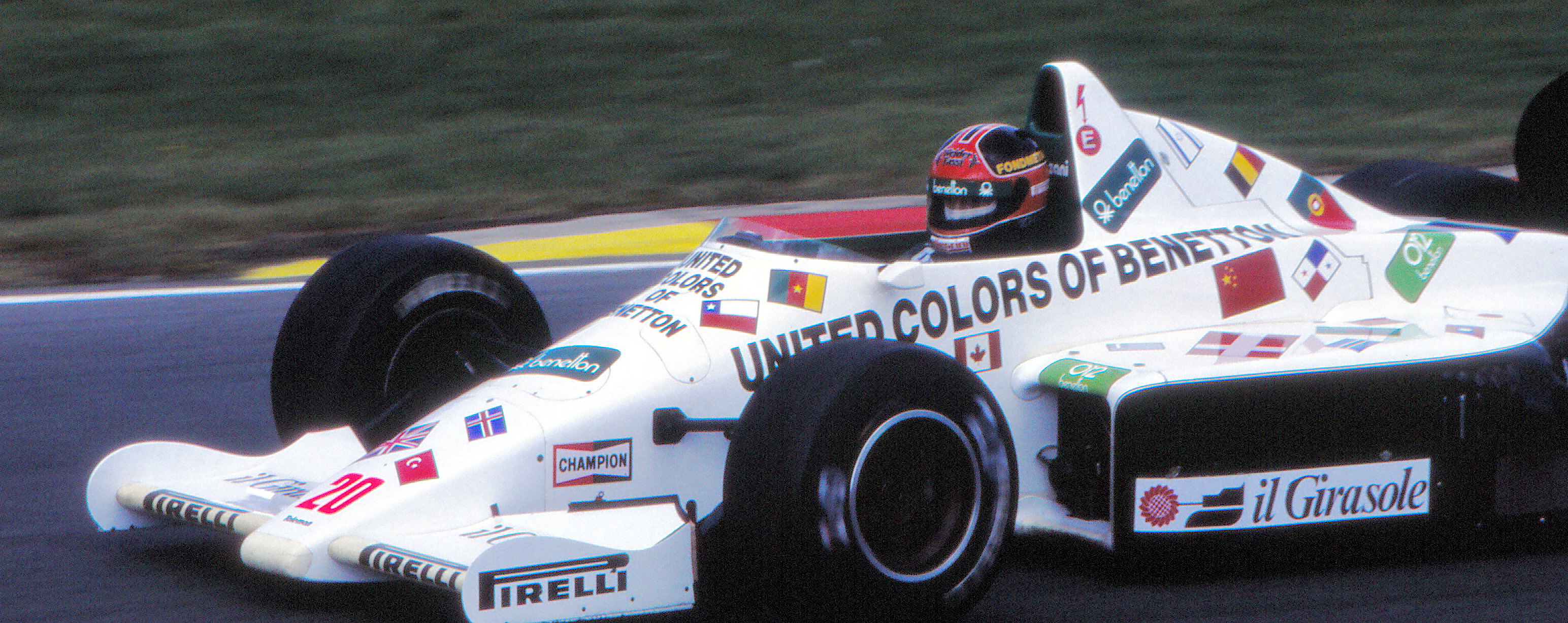
Piercarlo Ghinzani impegnato su Toleman, nel Gran Premio d'Europa

Rosberg tornò ai box e, dopo le riparazioni, rientrò in pista (da doppiato), proprio davanti a Senna, che stava respingendo gli attacchi di Mansell,  sull'altra Williams. Il finlandese ostacolò Senna durante il doppiaggio, costringendolo a rallentare, e finì per favorire il sorpasso del suo compagno di squadra Mansell. Nel mentre, Prost rimontò velocemente, portandosi in zona punti, dopo aver superato Michele Alboreto. Il giro successivo Stefan Johansson passò Marc Surer, per la quarta posizione, spingendolo fuori dal tracciato.
Dopo 12 giri Mansell godeva di un margine di oltre 4 secondi su Senna, che precedeva Elio De Angelis, Johansson, Surer e Jacques Laffite, che aveva passato, anche lui, Alboreto. Il pilota della Scuderia Ferrari passò ai box per il cambio gomme. Ripartì lontano dalla zona, e ruppe quasi subito il turbo, con la vettura che prese fuoco nella parte posteriore, senza che Alboreto se ne accorgesse. Al termine del giro successivo andò ai box, dove i meccanici spensero l'incendio. Col ritiro del ferrarista a Prost era sufficiente giungere quinto per vincere il titolo. Nel frattempo Johansson aveva riceduto la posizione a Surer. Al diciannovesimo giro Prost uscì dalla zona punti, passato da Laffite. Il pilota della Ligier superò anche Johansson e de Angelis, che, a sua volta, aveva ceduto la terza posizione a Surer.
Al trentesimo giro ormai il margine di Mansell su Senna era di 14 secondi. Il pilota della Lotus era sotto attacco di Surer e Laffite. Più dietro si profilava una battaglia tra un altro terzetto: de Angelis, Johansson e Prost. Tra il trentacinquesimo e trentaseiesimo giro, sempre alla Hawthorn Bend, Senna venne superato dai due piloti inseguitori.
Al trentottesimo passaggio Prost si fermò per cambiare le gomme, ove passò a gomme morbide. Rientrò in gara ottavo. Quattro giri dopo Johansson prese la quinta piazza a De Angelis. Ivan Capelli uscì di pista al quarantaseiesimo giro: il motore della Tyrrell prese fuoco, e costrinse all'intervento i commissari.
Laffite resistette fino al cinquantunesimo giro quando, per delle gomme ormai consumate, venne passato da Senna, prima di essere costretto ai box. Dopo la sosta di Johansson, Prost si ritrovò quinto, posizione sufficiente per il titolo. Il pilota della McLaren rafforzò la situazione, superando De Angelis poco dopo. La gara di Laffite s'interruppe definitivamente al cinquantanovesimo passaggio, per un problema al propulsore.
Mansell comandava con 16"8 su Surer, 22"7 su Senna, e oltre 50 su Prost. Un'altra esplosione di un turbo costò la gara a Surer. Nello stesso sessantatreesimo giro Rosberg ebbe la meglio su De Angelis, per il quarto posto. Due giri dopo il finlandese passò anche Prost, che aveva perso tempo nel doppiaggio di Riccardo Patrese.
Nigel Mansell riportò la prima vittoria in una gara iridata. Prost, quarto, poté festeggiare il suo primo titolo mondiale. Fu anche il primo titolo per un pilota francese.

### Gran Premio del Sudafrica
Nigel Mansell, il poleman, mantenne il comando della gara, davanti a Piquet, Surer, Senna e De Angelis. mentre Keke Rosberg partì male, per un problema al motore, perdendo diverse posizioni. Nel corso del primo De Angelis passò sia Senna che Surer; l'elvetico subì il sorpasso anche da Senna, Rosberg e Lauda. Il pilota della Brabham si ritirò già al terzo giro, per un guaio al propulsore.
Rosberg effettuò una veloce rimonta, che lo portò, già al quinto giro, alle spalle di Mansell. Al sesto giro Ayrton Senna, approfittando di un problema ai freni della vettura di De Angelis, passò il compagno di team. Nello stesso giro anche l'altro pilota della Brabham, Piquet, dovette abbandonare la corsa. Dopo due giri si ritirò anche Senna, mentre Rosberg si impose in prima posizione, passando Mansell, sul rettilineo dei box.
Rosberg rimase al comando per un solo giro. La sua Williams scivolò su una chiazza d'olio lasciata dalla vettura di Piercarlo Ghinzani; il finlandese uscì di pista, ma riuscì a rientrare sul tracciato, anche se in quinta posizione. Mansell, capace di evitare il pericolo, poté recuperare la prima posizione. Prost passò De Angelis, che costretto a passare sulla macchia d'olio, rallentò, e fu infilato anche da Lauda. Mansell guidava la gara, davanti a Prost, Lauda, De Angelis, Rosberg e Martin Brundle.
Al diciassettesimo giro Rosberg prese la posizione a De Angelis, alla  Crowthorne. Il finlandese, dieci giri dopo, effettuò il cambio gomme, ricedendo di nuovo la posizione al pilota della Lotus e a Brundle, che però passò quasi subito. Al trentunesimo giro si fermò anche Elio De Angelis; nel frattempo il duo della McLaren si era avvicinato, a meno di un secondo da Mansell.
Lauda si ferma al trentatreesimo giro: un problema con lo pneumatico anteriore destro gli fa perdere diversi secondi, ma l'austriaco rientra in gara ancora terzo. Due giri dopo tocca anche ad Alain Prost: anche in questo caso la sosta non è perfetta, tanto che il francese riprese la gara alle spalle di Lauda. Ora Mansell comandava con trenta secondi di margini su Lauda (anche se dietro a Mansell c'era Stefan Johansson doppiato), 35 e mezzo su Prost e 36 su Rosberg.
Al trentottesimo giro Mansell si fermò per cambiare le gomme. Nello stesso giro Lauda, per un problema al turbo, fu costretto al ritiro. Il britannico rimase in testa, ma con meno di un secondi di margine su Prost. Rosberg, in crisi con le gomme, fu costretto a una seconda sosta, al quarantottesimo giro. Il finlandese riusciva a recuperare, sul duo di testa, due secondi a giro.
Prost scontava problemi al motore; peggio andò a De Angelis, ritirato al cinquantatreesimo giro. Rosberg, al settantunesimo giro, passò Prost, alla Sunset. Rosberg mise poi alla rincorsa di Mansell, staccato di 8 secondi.
All'ultimo giro il motore della vettura di Prost cessò di funzionare, ma il francese riuscì, anche se molto lentamente, a tagliare il traguardo.
Mansell condusse fino al termine, vincendo per la seconda volta consecutiva davanti al compagno di squadra Rosberg e a Prost. Per la Williams si trattò della prima doppietta dal Gran Premio del Brasile 1981. Stefan Johansson precedette sul traguardo le due Arrows di Gerhard Berger (al primo arrivo a punti nel mondiale) e Thierry Boutsen.

### Gran Premio d'Australia
Elio De Angelis, al momento del giro di ricognizione, rimase fermo sulla griglia. Il pilota della Lotus riuscì a ripartire, superò i piloti che erano partiti prima di lui, e riprese la posizione per la partenza. Questa manovra era però vietata dal regolamento: ciò gli costò la squalifica dopo 17 giri.
Al via Nigel Mansell sopravanzò Ayrton Senna, conquistando la prima posizione, ma, nel corso del primo passaggio, alla curva 5, i due vennero a contatto, con l'inglese che ebbe la peggio. Prese quindi il comando Keke Rosberg, seguito da Senna, Michele Alboreto, Alain Prost, Gerhard Berger e Marc Surer. Mansell fu costretto ai box, per controllare i danni alla vettura, ma non fu in grado di ripartire.
De Angelis, ancora in gara, passò Tambay, per il settimo posto, mentre Berger prese la posizione a Prost. Laffite passò ai box, per sostituire uno pneumatico non fissato correttamente a un giunto: il francese ripartì ventunesimo. Le condizioni della pista, già dopo pochi giri, costrinse molti piloti a effettuare un cambio gomme. Berger fu il primo, al decimo passaggio. La gara veniva guidata da Rosberg, con 1"1 su Senna, 9"6 su Alboreto, 10"1 su Prost e 12"2 su Surer.
Alboreto passò ai box due giri dopo, mentre Senna optò per rallentare il suo ritmo, sperando di conservare meglio le gomme. La gara di Nelson Piquet finì al quindicesimo giro, quando un corto circuito della batteria provocò un principio d'incendio sulla sua Brabham. Surer, al diciottesimo giro, passò Prost. Il neocampione del mondo si riprese la terza piazza, al venticinquesimo giro. La sua gara terminò, dopo soli altri due giri, per la rottura del turbo.
Dopo 30 giri Rosberg godeva di un margine di 5"5 su Senna, 30" su Surer e 43"4 su Niki Lauda. Seguivano Alboreto, Streif, Boutsen e Warwick. Senna, con una guida molto aggressiva, riuscì a ridurre ancora il gap che lo divideva dal capolista. Il brasiliano fu anche autore di una piccola uscita di pista, e raccolse anche un sacchetto di plastica che si conficcò su un pontone.
Al trentanovesimo passaggio Thierry Boutsen uscì di pista, terminando contro il muretto, a bordo pista. Due giri dopo Senna passò Rosberg, ma colpì la Williams del finlandese, che stava rientrando ai box, danneggiando così l'alettone anteriore. Il giro dopo Senna partì in sottosterzo, effettuò un'escursione di pista, e rientrò in pista, ancora in testa.
Poco dopo Surer fu costretto ai box per una foratura: un malfunzionamento del motore lo costrinse ad abbandonare il gran premio. Rosberg passò Senna, che dovette accedere ai box, per riparare la sua Lotus. Ciò permise a Lauda di scalare in seconda posizione, davanti allo stesso Senna, poi Alboreto, Warwick, Laffite e Streiff.
Al cinquantesimo giro Senna passò Lauda, che non si era fermato a cambiare gli pneumatici, mentre Laffite prese la quinta posizione a Derek Warwick. Tre giri dopo Rosberg si fermò per una seconda sosta che però fu molto lenta per un problema di fissaggio alla gomma anteriore sinistra. Il finlandese riprese la gara terzo, alle spalle di Senna e Lauda. L'austriaco prese il comando del gran premio, al cinquantaseiesimo giro. L'ex campione del mondo, alla sua ultima presenza, abbandonò poco dopo, quando cedettero i freni della sua McLaren, che lo portarono a colpire le barriere a bordo pista. Nello stesso giro si ritirò anche Derek Warwick.
Dopo 60 giri Senna aveva 3"3 su Rosberg, 34"8 su Alboreto, oltre un minuto di vantaggio su Laffite. Tutti gli altri piloti rimasti in pista erano doppiati. Il sessantaduesimo giro vide il ritiro sia per il capoclassifica, Senna, col motore in panne, che per Alboreto, per un problema al cambio.
Tornò al comando ancora Rosberg. Il finlandese, che ormai aveva un margine amplissimo sul secondo, passò per la terza volta ai box. Berger, sesto, dopo aver subito un sorpasso da Stefan Johansson, uscì di pista al settantasettesimo giro, colpì dei pneumatici, danneggiò il musetto, ma fu capace di proseguire.
Negli ultimi giri s'accese il duello fra le due Ligier di Laffite e Streiff. All'ottantunesimo giro le due monoposto vennero a contatto, con Streiff che vide piegata la sospensione anteriore sinistra, dopo aver impattato sulla gomma posteriore destra del compagno di squadra. I due furono comunque in grado di terminare la gara, anche se Streiff concluse, in pratica, su tre ruote.
Rosberg vinse per la quinta volta nel mondiale. Le due Ligier completarono il podio: la casa francese non conquistava due podi, nella stessa gara, dal Gran Premio di Francia 1980. Ivan Capelli, che giunse quarto, colse i primi punti iridati in carriera. Grazie a questi risultati la McLaren si assicurò, per la terza volta, seconda consecutiva, il campionato mondiale dei costruttori.

## Risultati

### Risultati dei gran premi
| N° | Gara                         | Circuito          | Pole position    | Giro più veloce  | Pilota vincitore | Costruttore         | Resoconto |
| -- | ---------------------------- | ----------------- | ---------------- | ---------------- | ---------------- | ------------------- | --------- |
| 1  | Gran Premio del Brasile      | Jacarepaguá       | Michele Alboreto | Alain Prost      | Alain Prost      | McLaren-TAG Porsche | Resoconto |
| 2  | Gran Premio del Portogallo   | Estoril           | Ayrton Senna     | Ayrton Senna     | Ayrton Senna     | Lotus-Renault       | Resoconto |
| 3  | Gran Premio di San Marino    | Imola             | Ayrton Senna     | Michele Alboreto | Elio De Angelis  | Lotus-Renault       | Resoconto |
| 4  | Gran Premio di Monaco        | Monaco            | Ayrton Senna     | Michele Alboreto | Alain Prost      | McLaren-TAG Porsche | Resoconto |
| 5  | Gran Premio del Canada       | Montréal          | Elio De Angelis  | Ayrton Senna     | Michele Alboreto | Ferrari             | Resoconto |
| 6  | Gran Premio di Detroit       | Detroit           | Ayrton Senna     | Ayrton Senna     | Keke Rosberg     | Williams-Honda      | Resoconto |
| 7  | Gran Premio di Francia       | Paul Ricard       | Keke Rosberg     | Keke Rosberg     | Nelson Piquet    | Brabham-BMW         | Resoconto |
| 8  | Gran Premio di Gran Bretagna | Silverstone       | Keke Rosberg     | Alain Prost      | Alain Prost      | McLaren-TAG Porsche | Resoconto |
| 9  | Gran Premio di Germania      | Nürburgring       | Teo Fabi         | Niki Lauda       | Michele Alboreto | Ferrari             | Resoconto |
| 10 | Gran Premio d'Austria        | Österreichring    | Alain Prost      | Alain Prost      | Alain Prost      | McLaren-TAG Porsche | Resoconto |
| 11 | Gran Premio d'Olanda         | Zandvoort         | Nelson Piquet    | Alain Prost      | Niki Lauda       | McLaren-TAG Porsche | Resoconto |
| 12 | Gran Premio d'Italia         | Monza             | Ayrton Senna     | Nigel Mansell    | Alain Prost      | McLaren-TAG Porsche | Resoconto |
| 13 | Gran Premio del Belgio       | Spa-Francorchamps | Alain Prost      | Alain Prost      | Ayrton Senna     | Lotus-Renault       | Resoconto |
| 14 | Gran Premio d'Europa         | Brands Hatch      | Ayrton Senna     | Jacques Laffite  | Nigel Mansell    | Williams-Honda      | Resoconto |
| 15 | Gran Premio del Sudafrica    | Kyalami           | Nigel Mansell    | Keke Rosberg     | Nigel Mansell    | Williams-Honda      | Resoconto |
| 16 | Gran Premio d'Australia      | Adelaide          | Ayrton Senna     | Keke Rosberg     | Keke Rosberg     | Williams-Honda      | Resoconto |

## Classifiche

### Sistema di punteggio
| Posizione | 1ª | 2ª | 3ª | 4ª | 5ª | 6ª |
| Punti     | 9  | 6  | 4  | 3  | 2  | 1  |

### Classifica piloti
| Pos. | Pilota             |     |     |     |     |     |     |     |     |     |     |     |     |     |     |     |     | Punti   |
| ---- | ------------------ | --- | --- | --- | --- | --- | --- | --- | --- | --- | --- | --- | --- | --- | --- | --- | --- | ------- |
| 1    | Alain Prost        | 1   | Rit | SQ  | 1   | 3   | Rit | 3   | 1   | 2   | 1   | 2   | 1   | 3   | 4   | 3   | Rit | 73 (76) |
| 2    | Michele Alboreto   | 2   | 2   | Rit | 2   | 1   | 3   | Rit | 2   | 1   | 3   | 4   | 13* | Rit | Rit | Rit | Rit | 53      |
| 3    | Keke Rosberg       | Rit | Rit | Rit | 8   | 4   | 1   | 2   | Rit | 12* | Rit | Rit | Rit | 4   | 3   | 2   | 1   | 40      |
| 4    | Ayrton Senna       | Rit | 1   | 7*  | Rit | 16  | Rit | Rit | 10* | Rit | 2   | 3   | 3   | 1   | 2   | Rit | Rit | 38      |
| 5    | Elio De Angelis    | 3   | 4   | 1   | 3   | 5   | 5   | 5   | NC  | Rit | 5   | 5   | 6   | Rit | 5   | Rit | SQ  | 33      |
| 6    | Nigel Mansell      | Rit | 5   | 5   | 7   | 6   | Rit | NP  | Rit | 6   | Rit | 6   | 11* | 2   | 1   | 1   | Rit | 31      |
| 7    | Stefan Johansson   | 7   | 8   | 6*  | Rit | 2   | 2   | 4   | Rit | 9   | 4   | Rit | 5   | Rit | Rit | 4   | 5   | 26      |
| 8    | Nelson Piquet      | Rit | Rit | 8*  | Rit | Rit | 6   | 1   | 4   | Rit | Rit | 8   | 2   | 5   | Rit | Rit | Rit | 21      |
| 9    | Jacques Laffite    | 6   | Rit | Rit | 6   | 8   | 12  | Rit | 3   | 3   | Rit | Rit | Rit | 11* | Rit |     | 2   | 16      |
| 10   | Niki Lauda         | Rit | Rit | 4   | Rit | Rit | Rit | Rit | Rit | 5   | Rit | 1   | Rit |     |     | Rit | Rit | 14      |
| 11   | Thierry Boutsen    | 11  | Rit | 2   | 9   | 9   | 7   | 9   | Rit | 4   | 8   | Rit | 9   | 10  | 6   | 6   | Rit | 11      |
| 12   | Patrick Tambay     | 5   | 3   | 3   | Rit | 7   | Rit | 6   | Rit | Rit | 10* | Rit | 7   | Rit | 12  |     | Rit | 11      |
| 13   | Marc Surer         |     |     |     |     | 15  | 8   | 8   | 6   | Rit | 6   | 10* | 4   | 8   | 13  | Rit | Rit | 5       |
| 14   | Derek Warwick      | 10  | 7   | 10* | 5   | Rit | Rit | 7   | 5   | Rit | Rit | Rit | Rit | 6   | Rit |     | Rit | 5       |
| 15   | Philippe Streiff   |     |     |     |     |     |     |     |     |     |     |     | 10  | 9   | 8   | Rit | 3   | 4       |
| 16   | Stefan Bellof      |     | 6   | Rit | NQ  | 11  | 4   | 13  | 11  | 8   | 7*  | Rit |     |     |     |     |     | 4       |
| 17   | Andrea De Cesaris  | Rit | Rit | Rit | 4   | 14  | 10  | Rit | Rit | Rit | Rit | Rit |     |     |     |     |     | 3       |
| 18   | René Arnoux        | 4   |     |     |     |     |     |     |     |     |     |     |     |     |     |     |     | 3       |
| 19   | Ivan Capelli       |     |     |     |     |     |     |     |     |     |     |     |     |     | Rit |     | 4   | 3       |
| 20   | Gerhard Berger     | Rit | Rit | Rit | Rit | 13  | 11  | Rit | 8   | 7   | Rit | 9   | Rit | 7   | 10  | 5   | 6   | 3       |
| -    | Martin Brundle     | 8   | Rit | 9*  | 10  | 12  | Rit | Rit | 7   | 10  | NQ  | 7   | 8   | 13  | Rit | 7   | Rit | 0       |
| -    | Huub Rothengatter  |     |     |     |     |     |     |     |     | Rit | 9   | NC  | Rit | NC  |     | Rit | 7   | 0       |
| -    | John Watson        |     |     |     |     |     |     |     |     |     |     |     |     |     | 7   |     |     | 0       |
| -    | Pierluigi Martini  | Rit | Rit | Rit |     | Rit | Rit | Rit | Rit | 11* | Rit | Rit | Rit | 12  | Rit | Rit | 8   | 0       |
| -    | Riccardo Patrese   | Rit | Rit | Rit | Rit | 10  | Rit | 11  | 9   | Rit | Rit | Rit | Rit | Rit | 9   | Rit | Rit | 0       |
| -    | Eddie Cheever      | Rit | Rit | Rit | Rit | 17  | 9   | 10  | Rit | Rit | Rit | Rit | Rit | Rit | 11  | Rit | Rit | 0       |
| -    | Piercarlo Ghinzani | 12  | 9   | NC  | NQ  | Rit | Rit | 15  | Rit |     | NP  | Rit | NP  | Rit | Rit | Rit | Rit | 0       |
| -    | Philippe Alliot    | 9   | Rit | Rit | NQ  | Rit | Rit | Rit | Rit | Rit | Rit | Rit | Rit | Rit | Rit |     |     | 0       |
| -    | Jonathan Palmer    |     | Rit | Rit | 11  |     |     | Rit | Rit | Rit | Rit | Rit |     |     |     |     |     | 0       |
| -    | Manfred Winkelhock | 13  | NC  | Rit | NQ  | Rit | Rit | 12  | Rit | Rit |     |     |     |     |     |     |     | 0       |
| -    | Teo Fabi           |     |     |     | Rit | Rit | Rit | 14* | Rit | Rit | Rit | Rit | 12  | Rit | Rit | Rit | Rit | 0       |
| -    | François Hesnault  | Rit | Rit | Rit | NQ  |     |     |     |     | Rit |     |     |     |     |     |     |     | 0       |
| -    | Alan Jones         |     |     |     |     |     |     |     |     |     |     |     | Rit |     | Rit | NP  | Rit | 0       |
| -    | Mauro Baldi        | Rit | Rit | Rit |     |     |     |     |     |     |     |     |     |     |     |     |     | 0       |
| -    | Christian Danner   |     |     |     |     |     |     |     |     |     |     |     |     | Rit | Rit |     |     | 0       |
| -    | Kenny Acheson      |     |     |     |     |     |     |     |     |     | Rit |     |     |     |     |     |     | 0       |
| Pos. | Pilota             |     |     |     |     |     |     |     |     |     |     |     |     |     |     |     |     | Punti   |

| Legenda | 1º posto     | 2º posto | 3º posto    | A punti         | Senza punti/Non class.  | Grassetto – Pole position Corsivo – Giro più veloce |
| Legenda | Squalificato | Ritirato | Non partito | Non qualificato | Solo prove/Terzo pilota | Grassetto – Pole position Corsivo – Giro più veloce |

* Indica quei piloti che non hanno terminato la gara ma sono ugualmente classificati avendo coperto, come previsto dal regolamento, almeno il 90% della distanza totale.
- Solo i migliori undici risultati erano conteggiati come punti: tra parentesi i punti reali fatti segnare dai piloti.

### Classifica costruttori
Vengono sommati i punti delle prime due vetture al traguardo. I piazzamenti ottenuti dallo stesso costruttore con motori diversi sono conteggiati separatamente. Non vi sono scarti.
(Legenda) (risultati in grassetto indicano la pole position, risultati in corsivo indicano il giro veloce)
| Pos. | Costruttore            | Pilota      | BRA | POR | RSM | MON | CAN | USA | FRA | GBR | GER | AUT | OLA | ITA | BEL | EUR | SAF | AUS | Punti |
| ---- | ---------------------- | ----------- | --- | --- | --- | --- | --- | --- | --- | --- | --- | --- | --- | --- | --- | --- | --- | --- | ----- |
| 1    | McLaren-TAG Porsche    | Lauda       | Rit | Rit | 4   | Rit | Rit | Rit | Rit | Rit | 5   | Rit | 1   | Rit | NP  |     | Rit | Rit | 90    |
| 1    | McLaren-TAG Porsche    | Watson      |     |     |     |     |     |     |     |     |     |     |     |     |     | 7   |     |     | 90    |
| 1    | McLaren-TAG Porsche    | Prost       | 1   | Rit | SQ  | 1   | 3   | Rit | 3   | 1   | 2   | 1   | 2   | 1   | 3   | 4   | 3   | Rit | 90    |
| 2    | Ferrari                | Alboreto    | 2   | 2   | Rit | 2   | 1   | 3   | Rit | 2   | 1   | 3   | 4   | 13  | Rit | Rit | Rit | Rit | 82    |
| 2    | Ferrari                | Arnoux      | 4   |     |     |     |     |     |     |     |     |     |     |     |     |     |     |     | 82    |
| 2    | Ferrari                | Johansson   |     | 8   | 6   | Rit | 2   | 2   | 4   | Rit | 9   | 4   | Rit | 5   | Rit | Rit | 4   | 5   | 82    |
| 3    | Williams-Honda         | Mansell     | Rit | 5   | 5   | 7   | 6   | Rit | NP  | Rit | 6   | Rit | 6   | 11  | 2   | 1   | 1   | Rit | 71    |
| 3    | Williams-Honda         | Rosberg     | Rit | Rit | Rit | 8   | 4   | 1   | 2   | Rit | 12  | Rit | Rit | Rit | 4   | 3   | 2   | 1   | 71    |
| 4    | Lotus-Renault          | De Angelis  | 3   | 4   | 1   | 3   | 5   | 5   | 5   | NC  | Rit | 5   | 5   | 6   | Rit | 5   | Rit | SQ  | 71    |
| 4    | Lotus-Renault          | Senna       | Rit | 1   | 7   | Rit | 16  | Rit | Rit | 10  | Rit | 2   | 3   | 3   | 1   | 2   | Rit | Rit | 71    |
| 5    | Brabham-BMW            | Piquet      | Rit | Rit | 8   | Rit | Rit | 6   | 1   | 4   | Rit | Rit | 8   | 2   | 5   | Rit | Rit | Rit | 26    |
| 5    | Brabham-BMW            | Hesnault    | Rit | Rit | Rit | NQ  |     |     |     |     |     |     |     |     |     |     |     |     | 26    |
| 5    | Brabham-BMW            | Surer       |     |     |     |     | 15  | 8   | 8   | 6   | Rit | 6   | 10  | 4   | 8   | Rit | Rit | Rit | 26    |
| 6    | Ligier-Renault         | De Cesaris  | Rit | Rit | Rit | 4   | 14  | 10  | Rit | Rit | Rit | Rit | Rit |     |     |     |     |     | 23    |
| 6    | Ligier-Renault         | Streiff     |     |     |     |     |     |     |     |     |     |     |     | 10  | 9   | 8   |     | 3   | 23    |
| 6    | Ligier-Renault         | Laffite     | 6   | Rit | Rit | 6   | 8   | 12  | Rit | 3   | 3   | Rit | Rit | Rit | 11  | Rit |     | 2   | 23    |
| 7    | Renault                | Hesnault    |     |     |     |     |     |     |     |     | Rit |     |     |     |     |     |     |     | 16    |
| 7    | Renault                | Tambay      | 5   | 3   | 3   | Rit | 7   | Rit | 6   | Rit | Rit | 10  | Rit | 7   | Rit | 12  |     | Rit | 16    |
| 7    | Renault                | Warwick     | 10  | 7   | 10  | 5   | Rit | Rit | 7   | 5   | Rit | Rit | Rit | Rit | 6   | Rit |     | Rit | 16    |
| 8    | Arrows-BMW             | Berger      | Rit | Rit | Rit | Rit | 13  | 11  | Rit | 8   | 7   | Rit | 9   | Rit | 7   | 10  | 5   | 6   | 14    |
| 8    | Arrows-BMW             | Boutsen     | 11  | Rit | 2   | 9   | 9   | 7   | 9   | Rit | 4   | 8   | Rit | 9   | 10  | 6   | 6   | Rit | 14    |
| 9    | Tyrrell-Ford Cosworth  | Brundle     | 8   | Rit | 9*  | 10  | 12  | Rit |     |     |     |     |     |     |     |     |     |     | 4     |
| 9    | Tyrrell-Ford Cosworth  | Johansson   | 7   |     |     |     |     |     |     |     |     |     |     |     |     |     |     |     | 4     |
| 9    | Tyrrell-Ford Cosworth  | Bellof      |     | 6   | Rit | NQ  | 11  | 4   | 13  | 11  | 8   | 7   |     |     |     |     |     |     | 4     |
| 10   | Tyrrell-Renault        | Brundle     |     |     |     |     |     |     | Rit | 7   | 10  | NQ  | 7   | 8   | 13  | Rit | 7   | NC  | 3     |
| 10   | Tyrrell-Renault        | Bellof      |     |     |     |     |     |     |     |     |     |     | Rit |     |     |     |     |     | 3     |
| 10   | Tyrrell-Renault        | Capelli     |     |     |     |     |     |     |     |     |     |     |     |     |     | Rit |     | 4   | 3     |
| 10   | Tyrrell-Renault        | Streiff     |     |     |     |     |     |     |     |     |     |     |     |     |     |     | Rit |     | 3     |
| —    | Osella-Alfa Romeo      | Ghinzani    | 12  | 9   | NC  | NQ  | Rit | Rit | 15  | Rit |     |     |     |     |     |     |     |     | 0     |
| —    | Osella-Alfa Romeo      | Rothegatter |     |     |     |     |     |     |     |     | Rit | 9   | NC  | Rit | NC  | NQ  | Rit | 7   | 0     |
| —    | Minardi-Motori Moderni | Martini     |     |     | Rit | NQ  | Rit | Rit | Rit | Rit | 11  | Rit | Rit | Rit | 12  | Rit | Rit | 8   | 0     |
| —    | Alfa Romeo             | Patrese     | Rit | Rit | Rit | Rit | 10  | Rit | 11  | 9   | Rit | Rit | Rit | Rit | Rit | 9   | Rit | Rit | 0     |
| —    | Alfa Romeo             | Cheever     | Rit | Rit | Rit | Rit | 17  | 9   | 10  | Rit | Rit | Rit | Rit | Rit | Rit | 11  | Rit | Rit | 0     |
| —    | RAM-Hart               | Winkelhock  | 13  | NC  | Rit | NQ  | Rit | Rit | 12  | Rit | Rit |     |     |     |     |     |     |     | 0     |
| —    | RAM-Hart               | Alliot      | 9   | Rit | Rit | NQ  | Rit | Rit | Rit | Rit | Rit | Rit | Rit | Rit | Rit | Rit |     |     | 0     |
| —    | RAM-Hart               | Acheson     |     |     |     |     |     |     |     |     |     | Rit | NQ  | Rit |     |     |     |     | 0     |
| —    | Zakspeed               | Palmer      |     | Rit | NP  | 11  |     |     | Rit | Rit | Rit | Rit | Rit |     |     |     |     |     | 0     |
| —    | Zakspeed               | Danner      |     |     |     |     |     |     |     |     |     |     |     |     | Rit | Rit |     |     | 0     |
| —    | Toleman-Hart           | Fabi        |     |     |     | Rit | Rit | Rit | 14  | Rit | Rit | Rit | Rit | 12  | Rit | Rit | Rit | Rit | 0     |
| —    | Toleman-Hart           | Ghinzani    |     |     |     |     |     |     |     |     |     | NP  | Rit | NP  | Rit | Rit | Rit | Rit | 0     |
| —    | Lola-Hart              | Jones       |     |     |     |     |     |     |     |     |     |     |     | Rit |     | Rit | NP  | Rit | 0     |
| —    | Spirit-Hart            | Baldi       | Rit | Rit | Rit |     |     |     |     |     |     |     |     |     |     |     |     |     | 0     |
| —    | Minardi-Ford Cosworth  | Martini     | Rit | Rit |     |     |     |     |     |     |     |     |     |     |     |     |     |     | 0     |
| Pos  | Costruttore            | Pilota      | BRA | POR | RSM | MON | CAN | USA | FRA | GBR | GER | AUT | OLA | ITA | BEL | EUR | SAF | AUS | Punti |

* Indica quei piloti che non hanno terminato la gara ma sono ugualmente classificati avendo coperto, come previsto dal regolamento, almeno il 90% della distanza totale.